# Ofensywa wielkanocna
Ofensywa wielkanocna, znana również jako ofensywa wiosenno-letnia 1972 roku (wiet. Chiến dịch Xuân–Hè 1972) lub Czerwone Ogniste Lato (wiet. Mùa hè đỏ lửa) – kampania wojskowa prowadzona przez Wietnamską Armię Ludową przeciwko Armii Republiki Wietnamu (ARW) walczącej przy wsparciu lotniczym i morskim Sił Zbrojnych Stanów Zjednoczonych w okresie od 30 marca do 22 października 1972 roku, na późnym etapie wojny wietnamskiej.
Ta konwencjonalna inwazja wojsk lądowych (największa od czasu, gdy 300 000 żołnierzy chińskich przekroczyło rzekę Jalu podczas wojny koreańskiej) była radykalnym odejściem od poprzednich działań Wietnamu Północnego. Ofensywa została zaplanowana w celu osiągnięcia decydującego zwycięstwa, które nawet jeśli nie doprowadzi do upadku Wietnamu Południowego, to znacznie poprawi pozycję negocjacyjną Północy w czasie rokowań pokojowych w Paryżu.
Naczelne dowództwo USA spodziewało się ataku komunistów w 1972 roku, ale rozmiar i zaciekłość nowej ofensywy zaskoczyły obrońców, ponieważ atakujący uderzyli na trzech frontach jednocześnie, angażując większość sił Wietnamskiej Armii Ludowej. Ta pierwsza próba inwazji Wietnamu Północnego na Południe od czasu ofensywy Tết w 1968 roku charakteryzowała się konwencjonalnymi atakami piechoty i czołgów wspieranych przez ciężką artylerię, przy czym obie strony wystawiły do walki najnowsze osiągnięcia technologiczne w zakresie systemów uzbrojenia.
W Strefie Taktycznej I Korpusu siły północnowietnamskie w trwającej blisko miesiąc bitwie zaatakowały pozycje obronne ARW i zdobyły miasto Quảng Trị, po czym ruszyły na południe w celu przejęcia Huế. Podobnie atakujące wyeliminowali siły obrony granicznej w Strefie Taktycznej II Korpusu i ruszyła w kierunku stolicy prowincji Kon Tum, grożąc otwarciem drogi do morza, co podzieliłoby Wietnam Południowy na dwie części. Na północny wschód od Sajgonu, w Strefie Taktycznej III Korpusu, siły Wietnamskiej Armii Ludowej zajęły Lộc Ninh i ruszyły, aby zaatakować stolicę prowincji Bình Long w An Lộc.
Kampanię można podzielić na trzy fazy: kwiecień był miesiącem postępów Wietnamskiej Armii Ludowej; maj stał się okresem równowagi; a w czerwcu i lipcu siły południowowietnamskie przeprowadziły kontratak, który zakończył się odzyskaniem miasta Quảng Trị we wrześniu. Na wszystkich trzech frontach początkowe sukcesy Wietnamu Północnego zostały wstrzymane przez wysokie straty, brak paliwa i coraz częstsze stosowanie ataków powietrznych lotnictwa USA i Wietnamu Południowego. Jednym z rezultatów ofensywy było rozpoczęcie operacji Linebacker, pierwszego ciągłego bombardowania Wietnamu Północnego przez USA od listopada 1968 roku. Chociaż siły południowowietnamskie przetrwały największą próbę w całym dotychczasowym konflikcie, a także udaremniły główny cel Wietnamu Północnego, jakim były duże zdobycze terytorialne, to Wietnamczycy z Północy osiągnęli dwa ważne cele: zdobyli przyczółek w Wietnamie Południowym, z którego mogli rozpoczynać przyszłe ofensywy, a także uzyskali lepszą pozycję negocjacyjną podczas rozmów pokojowych w Paryżu, które zakończyły się podpisaniem traktatu pokojowego w 1973 roku.

## Tło

### Planowanie
W następstwie nieudanej południowowietnamskiej operacji Lam Son 719 przywódcy Wietnamu Północnego rozpoczęli dyskusję na temat możliwej własnej ofensywy podczas 19. plenum Komitetu Centralnego Partii Pracujących Wietnamu na początku 1971 roku Przekonane, że doszło do zniszczenia najlepszych jednostek bojowych Wietnamu Południowego, w grudniu Biuro Polityczne postanowiło rozpocząć dużą ofensywę na początku następnego roku. Rok 1972 miał być też rokiem wyborów prezydenckich w USA, a możliwość wpłynięcia na ich wynik była bardzo kusząca, ponadto wśród społeczeństwa i rządu amerykańskiego rosły nastroje antywojenne. Wraz z wycofaniem amerykańskich wojsk lądowych siły Wietnamu Południowego zostały nadmiernie rozciągnięte wzdłuż granicy o długości 960 km, a słaba skuteczność ARW w ofensywie laotańskiej zapowiadała łatwe zwycięstwo Północy.
Decyzja ta oznaczała koniec trzyletnich politycznych walk wewnętrznych pomiędzy dwiema frakcjami w Biurze Politycznym: członkami sympatyzującymi z Trường Chinhem, którzy opowiadali się za chińskim modelem ciągłej wojny partyzanckiej o niskiej intensywności i odbudową gospodarczą Północy, a zwolennikami „zjednoczenia w pierwszej kolejności” skupionymi wokół ministra obrony Võ Nguyên Giápa, wspieranymi przez pierwszego sekretarza partii Lê Duẩna (obaj popierali sowiecki model wielkich ofensyw wojsk regularnych). Niepowodzenie ofensywy Tết w 1968 roku doprowadziło do osłabienia wpływów Giápa, ale zwycięstwo nad siłami Wietnamu Południowego podczas inwazji na Laos ponownie przywróciło strategii Giápa dominującą pozycję. Lê Duẩnowi powierzono odpowiedzialność za zaplanowanie operacji, ale Giáp nigdy już nie wrócił do dawnej pozycji, zajmując się głównie sprawami logistycznymi i zatwierdzaniem planowania operacyjnego. Oficerem, któremu powierzono przeprowadzenie ofensywy, był szef sztabu Wietnamskiej Armii Ludowej, generał Văn Tiến Dũng.
Głównym pytaniem stało się, gdzie i jakimi siłami zostanie przeprowadzona ofensywa oraz jakie będą jej cele. Wietnam Północny wykorzystywał regiony przygraniczne Laosu i Kambodży jako kanały dostaw oraz przerzutu siły ludzkiej przez dekadę oraz strefy zdemilitaryzowanej dzielącej oba państwa wietnamskie. Tam linie komunikacyjne byłyby najkrótsze, a siły mogłyby zostać skoncentrowane tam, gdzie „wróg jest najsłabszy. […] Gwałtowne ataki rozbiją siły wroga […] uniemożliwiając mu posiadanie wystarczającej liczby żołnierzy do rozmieszczenia gdzie indziej”. Było to ważne, ponieważ atak z północy służyłby odwróceniu uwagi i zasobów Wietnamu Południowego, podczas gdy z innych kierunków miały zostać przeprowadzone dwa główne ataki: jeden na Wyżyny Centralne, aby przeciąć kraj na dwie części, a drugi na wschód z Kambodży, aby zagrozić stolicy Wietnamu Południowego, Sajgonowi.

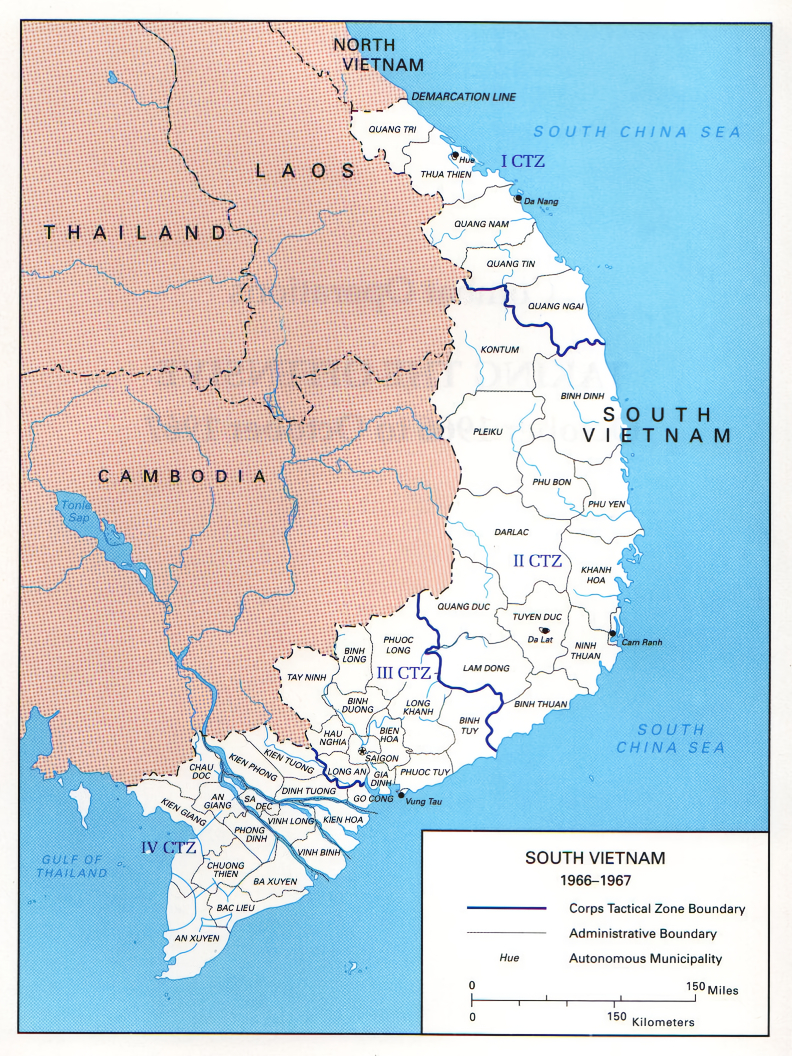
Republika Wietnamu: strefy taktyczne korpusów

W kampanii ostatecznie wykorzystano ekwiwalent czternastu dywizji. Istniała wyraźna możliwość zniszczenia lub przynajmniej sparaliżowania dużych sił ARW, możliwe było obalenie prezydenta Wietnamu Południowego Nguyễna Văn Thiệu oraz przekonanie USA co do bezcelowości dalszego wsparcia dla Południa i zademonstrowanie porażki polityki wietnamizacji. Perspektywa zajęcia stolicy prowincji Wietnamu Południowego, która mogłaby zostać ogłoszona siedzibą Tymczasowego Rządu Rewolucyjnego, była również kusząca Postawę przywódców Wietnamu Północnego zilustrowano w artykule opublikowanym w czasopiśmie partyjnym z 1972 roku: „Nie ma znaczenia, czy wojna zostanie szybko zakończona, czy przedłużona. […] Oba przypadki są okazjami do rzucenia nasion; musimy tylko poczekać na czas, aby zebrać plony”.
Kierownictwo Wietnamu Południowego było zaskoczone i zaniepokojone latem 1971 roku, gdy ogłoszono, że prezydent USA Richard Nixon odwiedzi Chińską Republikę Ludową z misją dyplomatyczną przed majem 1972 roku. Chińczycy uspokoili podejrzenia swojego sojusznika, zapewniając Wietnam Północny, że w nadchodzącym roku nadejdzie jeszcze więcej pomocy wojskowej i gospodarczej. Związek Radziecki, dostrzegając narastający antagonizm między Chinami a Wietnamem Północnym, starał się poszerzyć rozłam, również zgadzając się na „dodatkową pomoc bez rekompensaty” dla sił zbrojnych Wietnamu Północnego.
Te rozgrywki dyplomatyczne doprowadziły do powodzi dostaw sprzętu niezbędnych dla nowoczesnej, konwencjonalnej armii. Obejmowały one 400 czołgów średnich T-34-85, T-54 i Typ 59 (chińska wersja T-54) oraz 200 lekkich czołgów desantowych PT-76, setki pocisków przeciwlotniczych, w tym samonaprowadzających się na ciepło SA-7 Strzała (nazywanych przez armie zachodnie „Grail”), pociski przeciwpancerne, w tym kierowane przewodowo 9M14 Malutka (w nomeklaturze NATO AT-3 Sagger) oraz artylerię dalekiego zasięgu. Aby móc obsłużyć nowy sprzęt, 25 000 żołnierzy północnowietnamskich przeszło specjalistyczne szkolenie za granicą, 80 procent z nich w Związku Radzieckim oraz krajach bloku wschodniego. Do Wietnamu przybył również kontyngent sowieckiego personelu wojskowego wysokiego szczebla, który pozostał tam do marca 1972 roku w ramach przygotowań do nowej ofensywy.

### Błędne założenia
Pod koniec 1971 roku szacunki wywiadów USA i Wietnamu Południowego dotyczące intencji komunistów były mieszane. Spodziewano się ofensywy, ale informacje wywiadowcze dotyczące jej czasu, lokalizacji i rozmiaru były mylące. Komuniści zdołali przeprowadzić ofensywę Tết w 1968 roku, ale w początkowej fazie była ona prowadzona głównie przez siły Vietcongu, który został zniszczony w jej trakcie. Bez wsparcia Vietcongu ofensywa armii północnowietnamskiej na dużą skalę była uważana za wysoce nieprawdopodobną. Natarcie Wietnamskiej Armii Ludowej przez strefę zdemilitaryzowaną również było uważane za mało prawdopodobne. Wcześniejsze operacje infiltracyjne i ofensywne były prowadzone przez i z terytorium Laosu oraz Kambodży, a ofensywa w strefie zdemilitaryzowanej byłaby rażącym naruszeniem Porozumienia Genewskiego, którego Wietnam Północny nieugięcie bronił.
W grudniu informacje wywiadowcze stały się jednoznaczne: jednostki Wietnamskiej Armii Ludowej wspierające operacje Czerwonych Khmerów w Kambodży zaczęły wracać na tereny przygraniczne. W Laosie i Kambodży nastąpiła również nietypowa ekspansja infiltracji. W samym Wietnamie Północnym zauważalny był wzrost rekrutacji do wojska. W styczniu oficerowie Defense Intelligence Agency poinformowali sekretarza obrony Melvina Lairda, że Wietnam Północny zaatakuje po świecie Tết i że ofensywa będzie obejmować szerokie wykorzystanie sił pancernych. Laird nie był tym przekonany i pod koniec stycznia powiedział Kongresowi, że duża ofensywa komunistyczna „nie jest poważną możliwością”.
Służby wywiadowcze USA i Wietnamu Południowego nie były zgodne co do zamiarów przeciwnika, ale Military Assistance Command, Vietnam (MACV) było podejrzliwe i wysłało kilka zespołów rozpoznawczych na tereny Mụ Giạ i Przełęczy Ban Karai, gdzie odkryło nagromadzenie sił i sprzętu północnowietnamskiego. MACV oceniło następnie, że Wietnam Północny przygotowuje się do ofensywy na Płaskowyżu Centralnym i w północnych prowincjach Wietnamu Południowego. Ciężar ataku musiały ponieść siły południowowietnamskie, ponieważ siły amerykańskie w Wietnamie zostały zredukowane do zaledwie 69 000 żołnierzy, z których większość pełniła role doradców i sił wsparcia, a liczba ta miała zostać zmniejszona do 27 000 do 30 listopada.
Dowódca wojsk amerykańskich w Wietnamie, generał Creighton Abrams, był przekonany, że ofensywa jest prawdopodobna, ale był również pewien, że atak rozpocznie się w trakcie lub w pobliżu święta Tết, na początku roku. Powiadomił adm. Thomasa Moorera, przewodniczącego Kolegium Połączonych Szefów Sztabów, że Wietnam Północny może spróbować „powtórzyć skutki ofensywy z 1968 roku, być może poprzez ograniczoną operację mającą na celu nie tyle zadanie klęski na polu bitwy, co bardziej wpłynięcie na amerykańską opinię publiczną”. Konsensus w MACV był taki, że ofensywa zostanie przeprowadzona przeciwko II Korpusowi na Płaskowyżu Centralnym. Gdy do ofensywy w tym terminie nie doszło, Abrams i jego kwatera główna zostali wyśmiani w amerykańskiej prasie za panikarstwo. Wydawało się, że moment kryzysu minął, a pod koniec marca siły alianckie, które czekały w rezerwie, powróciły do zadań pacyfikacyjnych. Ambasador USA Ellsworth Bunker wyjechał do Nepalu, a generał Abrams udał się do Tajlandii, aby spędzić święta wielkanocne z rodziną.

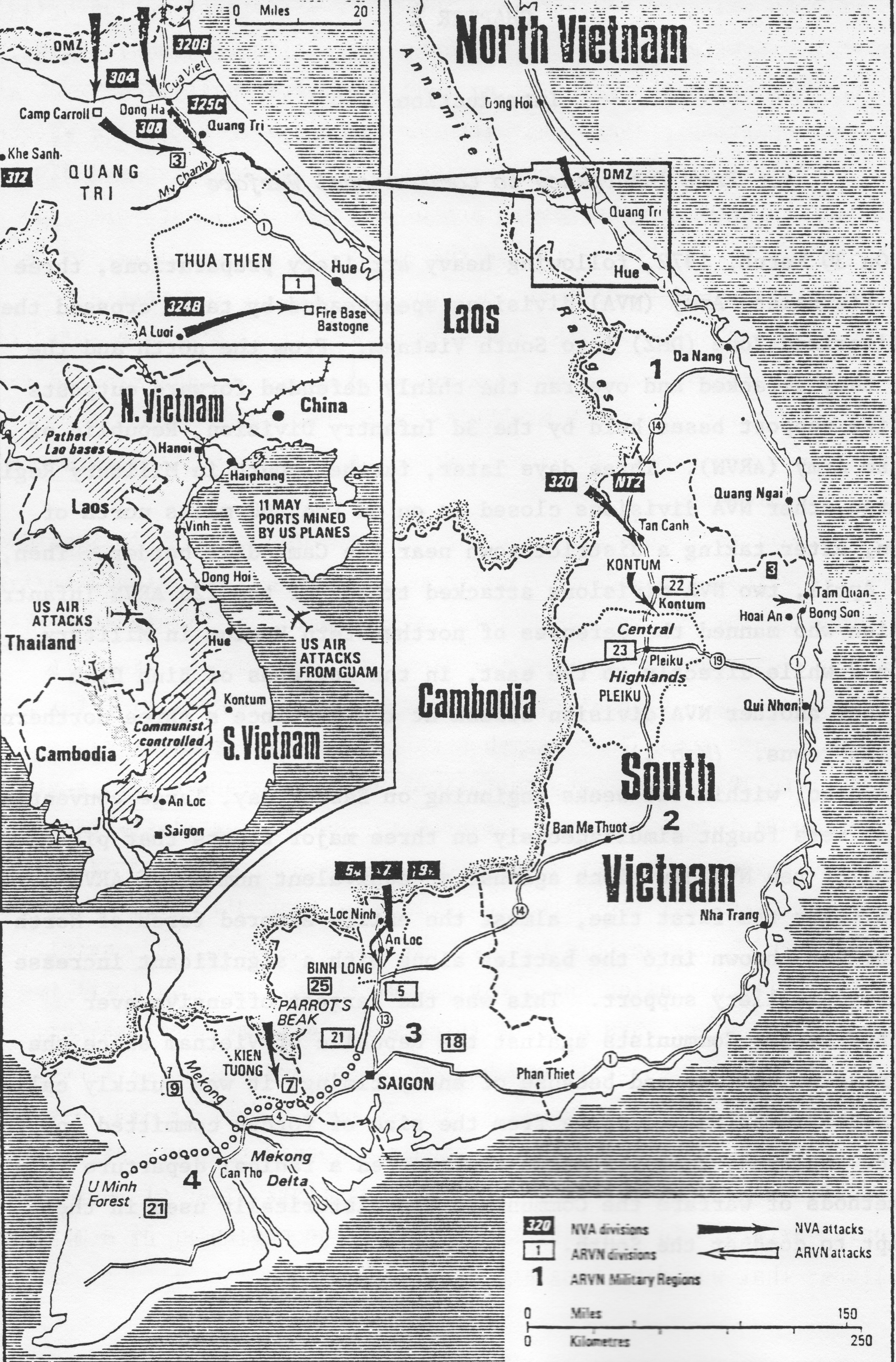
Podstawowe kierunki ofensywy wielkanocnej

Jednostki ARW, na które miał spaść początkowy atak Wietnamu Północnego, obejmowały 1. i 3 Dywizję w prowincjach Quảng Trị i Thừa Thiên oraz 2 Dywizję dalej na południe. Siły zostały uzupełnione o dwie brygady piechoty morskiej (147. i 258.), 51 Pułk Piechoty, 1 Grupę Rangerów oraz siły regionalne i prowincjonalne, razem około 30 000 ludzi. Jednostki znajdowały się na statycznych pozycjach obronnych i brakowało im odpowiednich mobilnych rezerw.
Początkowy ciężar ataku poniosła 3 Dywizja, która została utworzona dopiero w październiku 1971 roki i została rozmieszczona w łuku placówek w pobliżu strefy zdemilitaryzowanej, aby zastąpić odchodzące wojska amerykańskie. Aby utworzyć nową jednostkę, 1 Dywizja (prawdopodobnie najlepsza jednostka ARW) została pozbawiona 2 Pułku, a 11 Pułk Kawalerii Pancernej został przywrócony z rezerwy I Korpusu. Obie jednostki były doświadczone, dobrze wyszkolone, dobrze wyposażone i dowodzone. Natomiast pozostałe dwa pułki 3 Dywizji, 56. i 57., składały się z ponownie wcielonych dezerterów, mężczyzn zwolnionych z więzienia oraz weteranów stało wyszkolonych sił regionalnych i prowincjonalnych. Dowodzili nią oficerowie i sierżanci przeniesieni z innych jednostek. Podobnie jak inne jednostki ARW na tym etapie konfliktu, dywizja cierpiała z powodu braku amerykańskich doradców, którzy służyli tylko w kwaterach głównych pułku, brygady i dywizji.
Ze względu na powszechne przekonanie, że Wietnam Północny nie naruszy granicy, jednostka stacjonowała w stosunkowo „bezpiecznym” obszarze bezpośrednio pod strefą zdemilitaryzowaną. Dywizją dowodził nowo awansowany gen.-bryg. Vũ Văn Giai, były zastępca dowódcy 1 Dywizji. Dowódca I Korpusu, gen. por. Hoàng Xuân Lãm, był oficerem, który uosabiał niezdecydowanie i nieskuteczność struktury dowodzenia Sajgonu, co zostało uwidocznione aż nazbyt wyraźnie podczas operacji Lam Son 719. Lãm skupił się na sprawach administracyjnych i pozostawił decyzje taktyczne swoim podwładnym. Biorąc pod uwagę okoliczności, było to rozwiązanie wykonalne tylko tak długo, jak długo dowódcy jego dywizji nie napotykali większych trudności.
Wywiad USA kłócił się o możliwy atak Wietnamskiej Armii Ludowej przez atak strefę zdemilitaryzowaną w miesiącach poprzedzających ofensywę. Analitycy DIA „ostrożnie” przewidywali taki przypadek, ale CIA zbagatelizowała taką możliwość. Amerykańscy doradcy generała Lãma zgodzili się z jego oceną, że rażące naruszenie Porozumienia Genewskiego przez Wietnam Północny jest mało prawdopodobne.
Gdy nadeszły dni przed Wielkanocą 1972 roku, generał Giai zaplanował rotację obszarów operacyjnych swojego 56 Pułku (wzdłuż centralnej części strefy zdemilitaryzowanej) z 2 Pułkiem (wokół bazy artyleryjskiej w Camp Carroll na zachodzie). Z powodu braku ciężarówek jednostki zostały przeniesione jednocześnie i stały się absurdalnie wymieszane i zdezorganizowane. O 11:30 30 marca obie kwatery główne jednostek wyłączyły swoje radia w celu wymiany obszarów operacyjnych. Z rozbitą komunikacją, pomieszanymi jednostkami i pogodą na tyle złą, że uniemożliwiała operacje powietrzne, 3 Dywizja stanowiła dla zmasowanych sił komunistycznych na północy łatwy cel.

## Ofensywa

### I Korpus – Quảng Trị

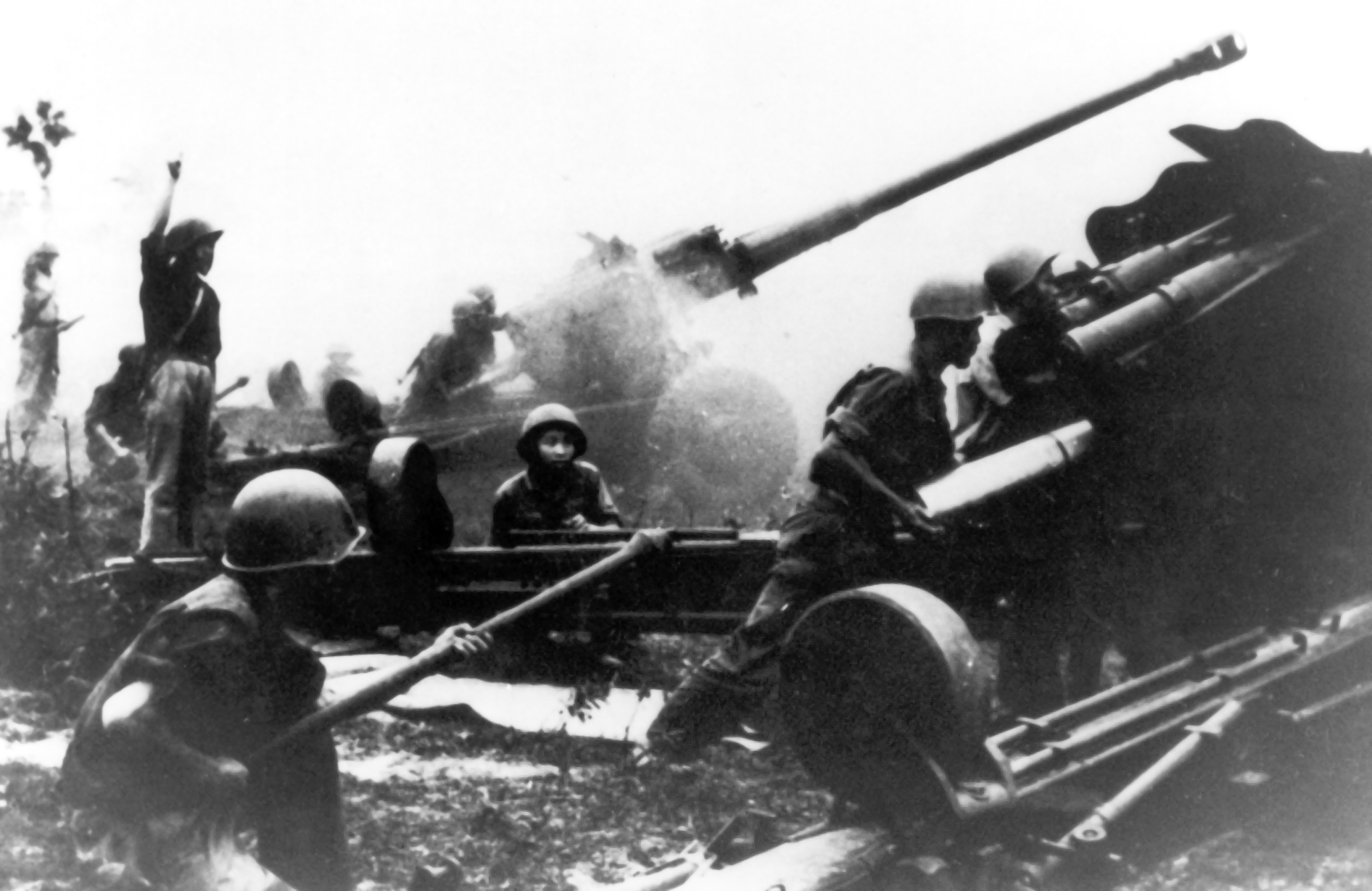
Bateria artylerii Wietnamskiej Armii Ludowej kal. 122 mm wkracza do akcji na froncie Kon Tum

Ofensywa rozpoczęła się w południe 30 marca 1972 roku, kiedy intensywny ostrzał artyleryjski spadł na najbardziej wysunięte na północ placówki ARW w prowincji Quảng Trị.
Dwie dywizje Wietnamskiej Armii Ludowej (304. i 308. – około 30 000 żołnierzy) wspierane przez ponad 100 czołgów (w dwóch pułkach) przetoczyły się przez strefę zdemilitaryzowaną, aby zaatakować I Korpus, obejmujący pięć najbardziej wysuniętych na północ prowincji Wietnamu Południowego. Północnowietnamska 308 Dywizja i dwa samodzielne pułki zaatakowały „pierścień ze stali”, łuk baz ogniowych ARW tuż na południe od strefy zdemilitaryzowanej.
Od zachodu 312 Dywizja, w tym pułk pancerny, wyruszyła z Laosu autostradą nr 9, mijając Khe Sanh i wkraczając do doliny rzeki Quảng Trị. Co znamienne, wywiad aliancki nie przewidział ani skali ofensywy, ani metody ataku, dając komunistom „nieocenioną korzyść w postaci efektu zaskoczenia, kluczową przewagę psychologiczną nad obrońcami, którzy spodziewali się czegoś zupełnie innego”.

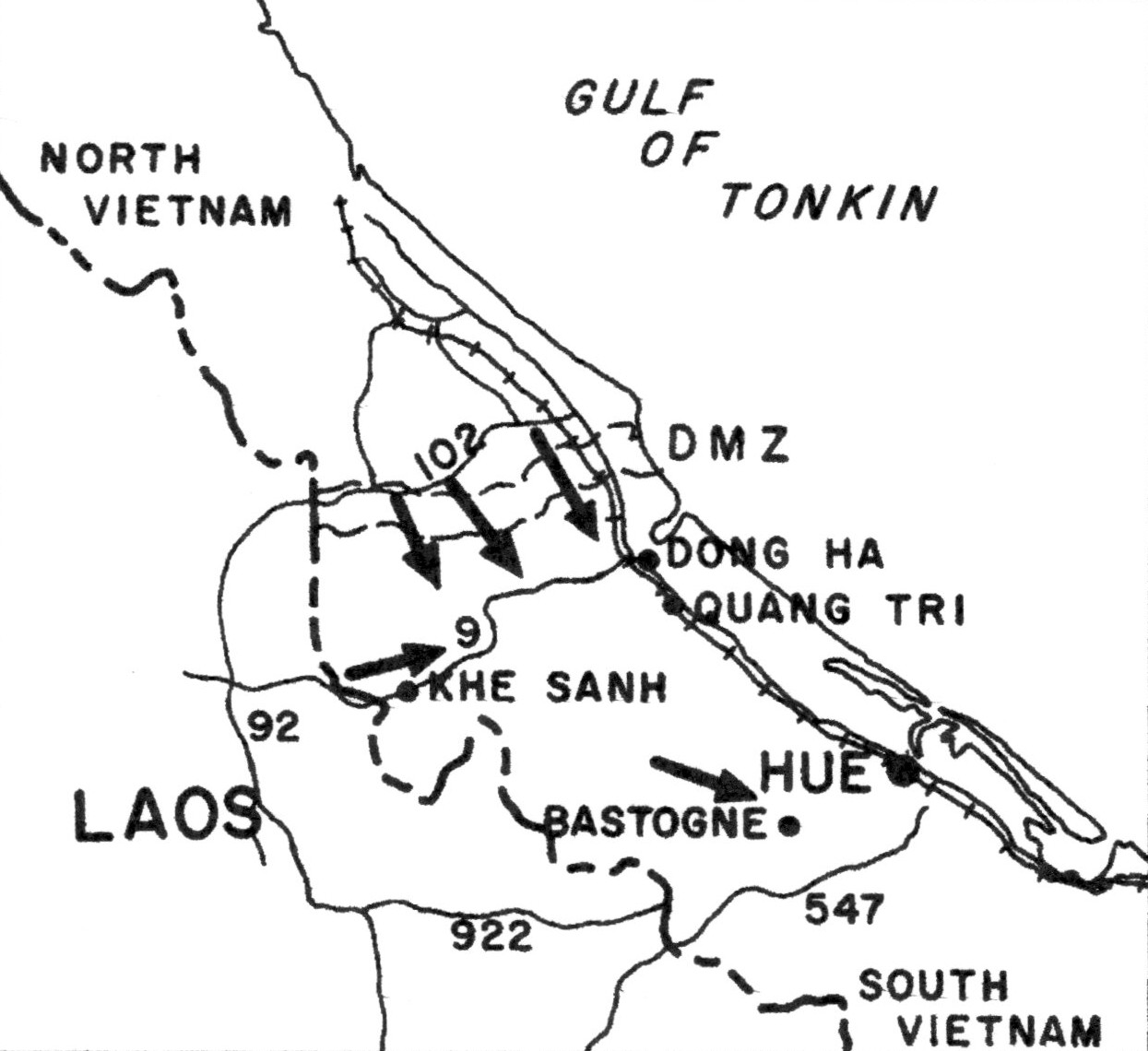
Ofensywa Wietnamskiej Armii Ludowej w strefie I Korpusu

1 kwietnia południowowietnamski generał Giai wydał rozkaz wycofania 3 Dywizji na południe od rzeki Cửa Việt/Thach Han, aby jego wojska mogły się zreorganizować. Następnego ranka oddziały pancerne ARW na krótko powstrzymały ofensywę komunistów, gdy kluczowy most na autostradzie QL-1 nad rzeką Cửa Việt w Đông Hà został wysadzony w powietrze przez kpt. Johna Ripleya, doradcę 3. wietnamskiego batalionu piechoty morskiej. Do wysuniętych jednostek Wietnamskiej Armii Ludowej dołączyły następnie dywizje 320B i 325C.
W tym samym czasie dywizja 324B opuściła dolinę A Sầu i ruszyła bezpośrednio na wschód w kierunku baz ogniowych „Bastogne” i „Checkmate”, które chroniły starą stolicę cesarską Huế od zachodu.
Ofensywa wojsk Wietnamu Północnego została zaplanowana tak, aby zbiegła się z sezonowym monsunem, którego pułap chmur wynoszący 152 m udaremnił wiele amerykańskich ataków lotniczych. Wkrótce za wysuniętymi oddziałami ruszyły jednostki przeciwlotnicze uzbrojone w nowe gąsienicowe platformy przeciwlotnicze ZSU-57-2 i przenośne, odpalane z ramienia granatniki Grail, co uczyniło ataki bombowe na niskim pułapie zbyt niebezpiecznymi.
Obóz Carroll, baza artyleryjska położona w połowie drogi między granicą Laosu a wybrzeżem, była osią północnej i zachodniej linii obrony Wietnamu Południowego i najsilniejszą przeszkodą do pokonania przez wojska północnowietnamskie przed miastem Quảng Trị. Obóz został odcięty i otoczony. 2 kwietnia płk Pham Van Dinh, dowódca 56 Pułku ARW, poddał obóz i 1500 żołnierzy. Później tego samego dnia wojska południowowietnamskie opuściły Mai Loc, ostatnią zachodnią bazę. Pozwoliło to siłom północnowietnamskim przekroczyć most Cam Lộ, 11 km na zachód od Đông Hà. Wietnamska Armia Ludowa uzyskała wówczas niemal nieograniczony dostęp do zachodniej części prowincji Quảng Trị na północ od rzeki Thạch Hãn.

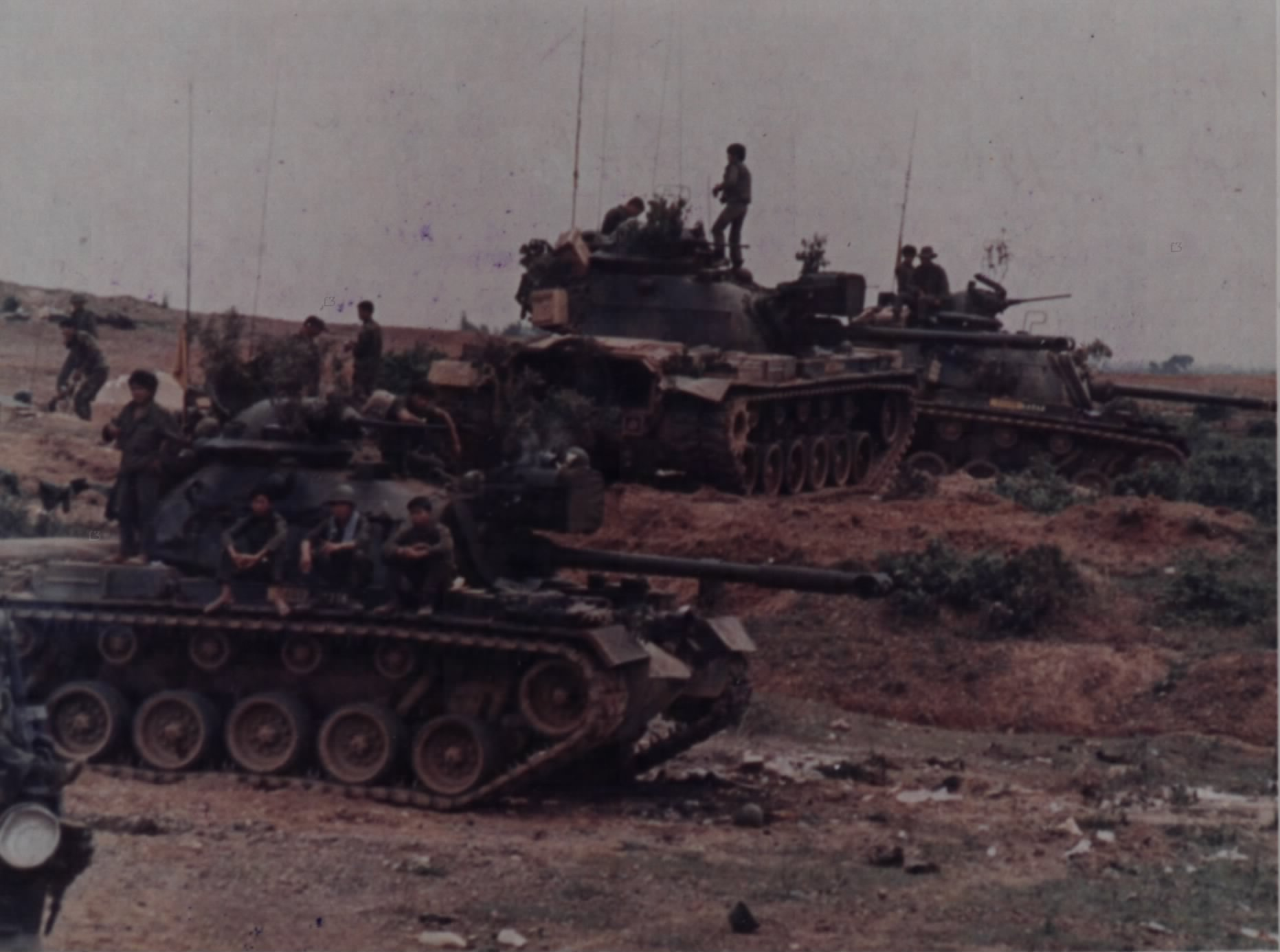
Południowowietnamskie czołgi M48 Patton ustawione w pobliżu rzeki Đông Hà z widokiem na autostradę QL-9 podczas ofensywy wielkanocnej, 10 kwietnia 1972 roku

21 kwietnia Abrams powiadomił sekretarza obrony USA, że:

Podsumowując […] presja rośnie, a bitwa stała się brutalna. […] Starsze dowództwo wojskowe zaczęło się uginać, a w niektórych przypadkach łamać. W obliczu przeciwności losu traci wolę i nie można polegać na tym, że podejmie środki niezbędne do stanięcia do walki

Postęp komunistów został spowolniony przez działania opóźniające prowadzone przez trzy tygodnie, a Wietnam Południowy przeprowadził nawet kilka kontrataków, ale rano 27 kwietnia Wietnamczycy z Północy ponownie zaatakowali, przeprowadzając wielotorowe ataki na Đông Hà (które padło następnego dnia) i zbliżając się na odległość 1,5 km od miasta Quảng Trị. Generał Giai zaplanował stopniowy odwrót z miasta w celu skonsolidowania sił na południe od Thạch Hãn, ale zdezorientowane sprzecznymi rozkazami Lãma i Giai, większość formacji ARW zgubiła się, a następnie została rozbita, oddając większość prowincji na północ od miasta.
29 kwietnia Giai nakazał generalny odwrót do rzeki Mỹ Chánh, 13 km na południe. Amerykańscy doradcy wojskowi w Quảng Trị wezwali do awaryjnych ewakuacji śmigłowcami i tak 1 maja 132 ocalałych zostało ewakuowanych z Quảng Trị, w tym 80 żołnierzy amerykańskich.
Do exodusu sił ARW dołączyły dziesiątki tysięcy cywilów z Wietnamu Południowego uciekających przed walkami. Gdy masa ludzkości przepychała się na południe autostradą nr 1, stanowiła atrakcyjny cel dla północnowietnamskich artylerzystów. Wkrótce dołączyła do nich piechota północnowietnamska, która przeszła flanką, aby zaatakować kolumnę. Jednostki ARW, pozbawione skutecznego dowodzenia i spójności, nie były w stanie zorganizować obrony. Tymczasem na zachodzie bazy wsparcia ogniowego Bastogne i Checkmate upadły po zaciekłej obronie południowych Wietnamczyków i masowych atakach bombowców B-52, które zadały wrogowi ciężkie straty.
Giai ewakuował ostatnie siły z miasta Quảng Trị, które wpadło w ręce sił północnowietnamskich 2 maja. Tego samego dnia generał Lam został wezwany do Sajgonu na spotkanie z prezydentem Nguyễnem Văn Thiệu. Został zwolniony z dowodzenia I Korpusem i zastąpiony przez gen. por. Ngô Quang Trưởnga, dowódcę IV Korpusu. Misją Trưởnga była obrona Huế, zminimalizowanie dalszych strat i odzyskanie utraconego terytorium. Chociaż obciążony zmęczeniem swoich żołnierzy i stale mylony przez przełożonych, generał Giai przeprowadził dość skuteczną obronę. Nawet Trưởng bronił swojej sprawy u Thiệu, chcąc utrzymać Giai na stanowisku dowódcy 3 Dywizji. Na próżno. Giai, który miał stać się kozłem ofiarnym, został osądzony za „dezercję w obliczu wroga” i skazany na pięć lat więzienia.

### I Korpus – Huế

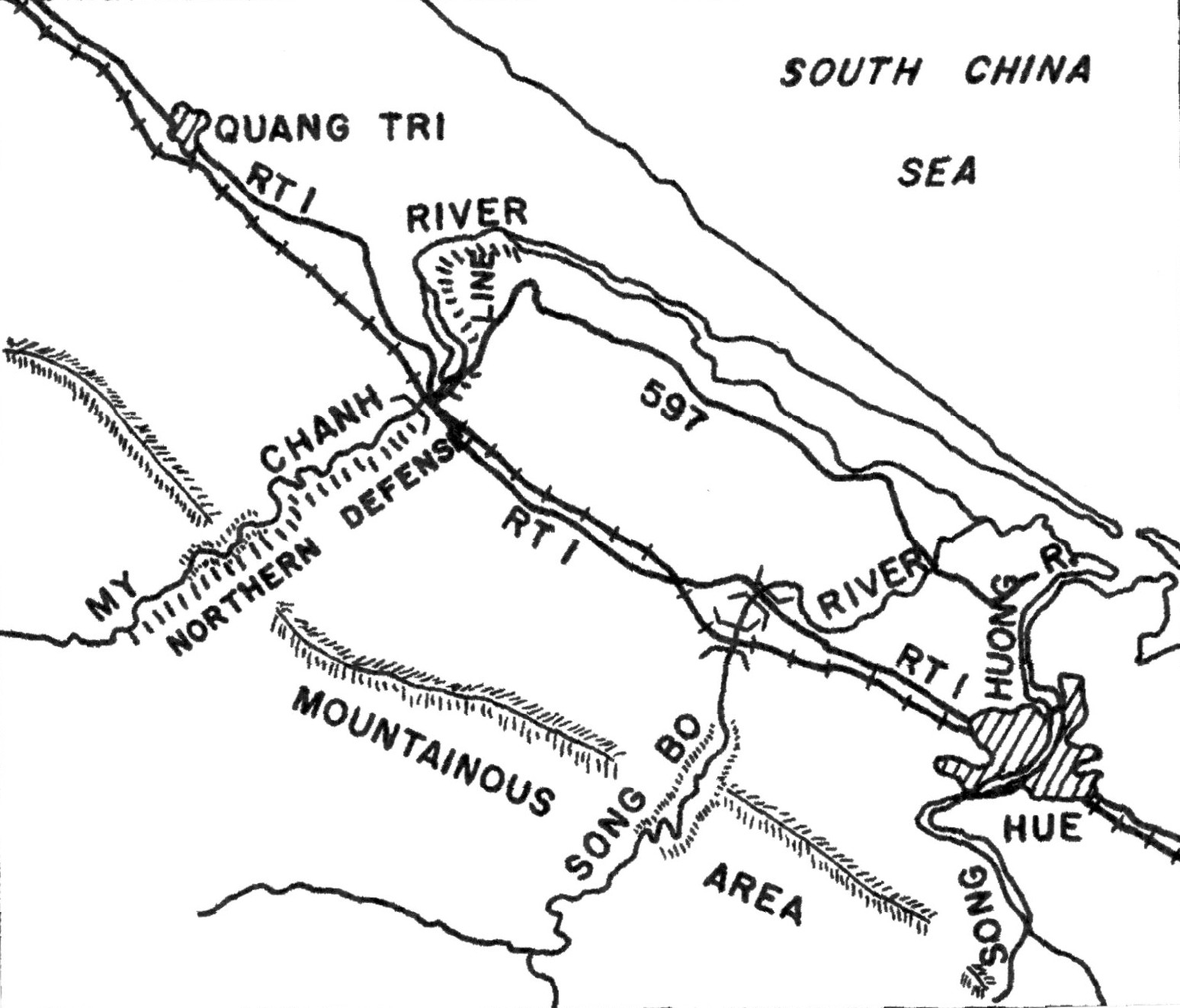
Północna linia obrony Wietnamu Południowego

Chcąc przełamać impas, który rozwijał się na froncie północnym, gen. por. Trần Văn Quang, dowódca Frontu B-4, zaatakował 1 kwietnia na zachód od doliny A Shau w kierunku Huế z 324B Dywizją. Jednak udaremnienie ataków przez 1 Dywizję ARW zniweczyło ten plan.
28 kwietnia 29. i 803 Pułk Wietnamskiej Armii Ludowej zajęły bazę ogniową Bastogne, najsilniejszy punkt zaczepienia na zachodniej flance Huế. To uczyniło bazę ogniową Checkmate nie do utrzymania i również ona została ewakuowana tej nocy. To zaś wystawiło Huế na bezpośredni atak wzdłuż drogi 547. 2 maja siły komunistyczne na południe od Huế próbowały otoczyć miasto.

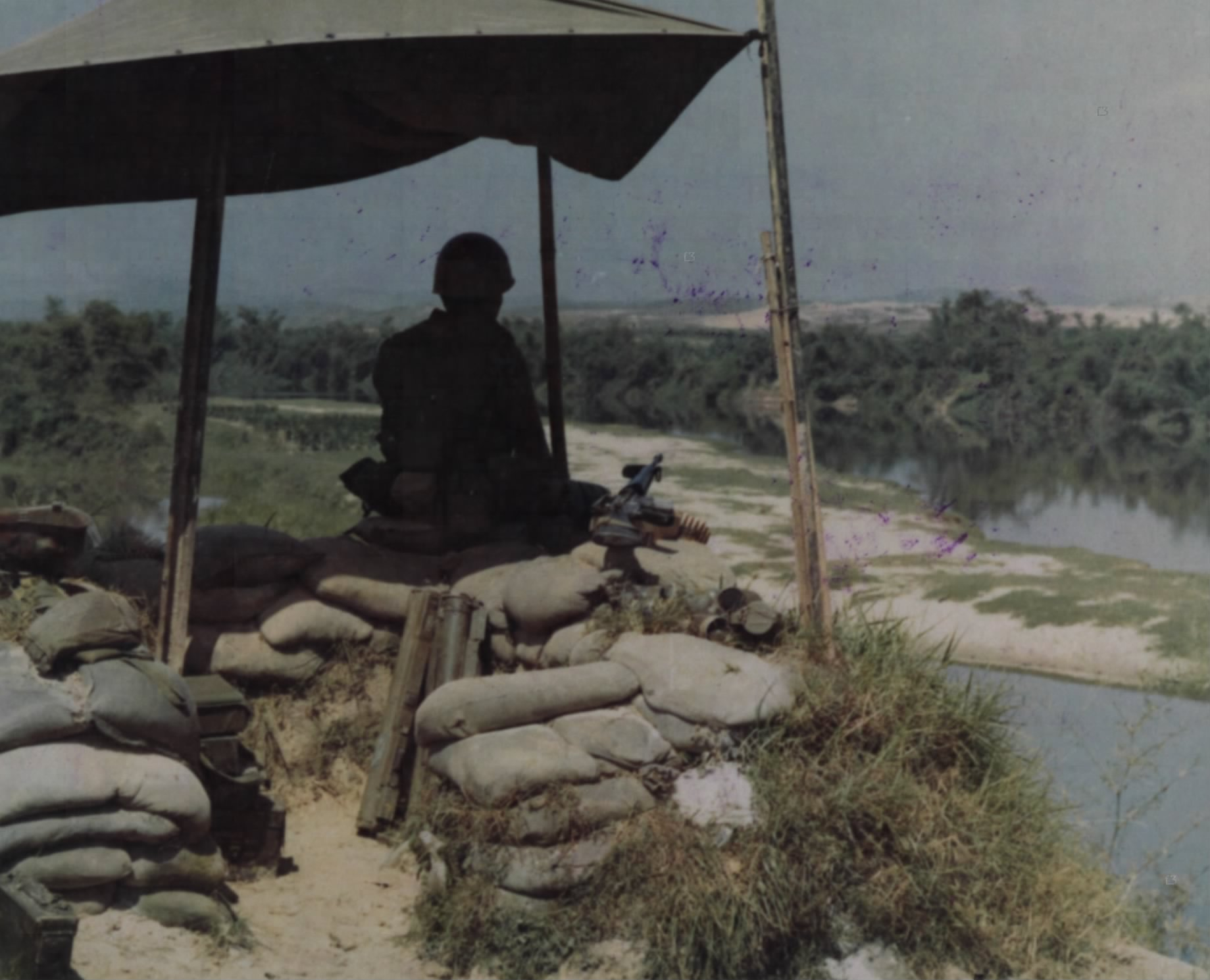
Placówka ARW na linii Mỹ Chánh, 2 maja 1972

Wietnamska Armia Ludowa próbowała również kontynuować atak na południe autostradą nr 1 i przez rzekę Mỹ Chánh do Huế, ale na szczęście dla Wietnamu Południowego, po objęciu dowództwa przez Trưởnga, 1 Dywizja i dywizje piechoty morskiej zostały wzmocnione przez 2. i 3 Brygadę Dywizji Powietrznodesantowej (która teraz liczyła łącznie trzy brygady) oraz zreorganizowaną 1 Grupę Rangerów, zwiększając całkowitą liczebność miejscowych sił ARW do 35 000. Szczęśliwym zbiegiem okoliczności była również tygodniowa poprawa pogody, która umożliwiła przeprowadzenie lokalnych bombardowań przez lotnictwo amerykańskie.
Postęp Wietnamskiej Armii Ludowej został zatrzymany 5 maja na linii Mỹ Chánh.

### I Korpus – kontrofensywa
W połowie maja Trưởng poczuł się na tyle silny, aby przejść do kontrofensywy w serii ograniczonych ataków, pozorowanych ataków i rajdów o kryptonimie Song Than (Tsunami), które miały na celu wytrącenie Wietnamu Północnego z równowagi, powiększenie obwodu obronnego wokół Huế oraz pozbawienie wroga czasu i przestrzeni na manewry. W dniach od 15 do 20 maja bazy ogniowe Bastogne i Checkmate zostały odbite.
Następnie siły Wietnamskiej Armii Ludowej podjęły kolejną próbę zdobycia miasta 21 maja, tracąc w tym ataku 18 czołgów i około 800 ludzi.
25 maja drugi atak Wietnamu Północnego zdołał przekroczyć rzekę My Chanh, ale obrońcy stawili zaciekły opór, zmuszając wroga do powrotu 29 maja. Był to ostatni poważny atak na obwód obrony Huế. Gen. mjr Frederick J. Kroesen, starszy doradca USA przy I Korpusie, uważał, że utrata prowincji Quảng Trị powinna była zwiastować upadek Huế, ale Wietnam Północny nie wykorzystał swojej okazji wystarczająco szybko. „To, że nie wykorzystał całkowicie tej chwili, należy uznać za kolejny wielki błąd kampanii w Quảng Trị”.
W połowie czerwca poprawa pogody umożliwiła dokładniejsze bombardowanie z powietrza i ostrzał z amerykańskich okrętów wojennych na morzu. 14 czerwca Trưởng poinformował prezydenta Thiệu i MACV o planowanym kontrataku w celu odzyskania prowincji Quảng Trị. Thiệu nie był przekonany, preferując operację na mniejszą skalę. Upór Trưởnga ostatecznie przekonał prezydenta, podkreślając, że takie działanie będzie możliwe „z wykorzystaniem większej siły ognia naszego amerykańskiego sojusznika”. Thiệu ostatecznie zatwierdził tę koncepcję.
Trưởng rozpoczął operację Lam Son 72 28 czerwca. 1 Dywizja kontynuowała natarcie na zachód w kierunku Laosu, podczas gdy Dywizja Powietrznodesantowa i Piechoty Morskiej, 1 Grupa Rangerów i 7 Pułk Kawalerii Pancernej ruszyły na północ, aby odzyskać Quảng Trị. Dywizja Powietrznodesantowa prowadziła natarcie wykorzystując ataki lotnicze, północni Wietnamczycy byli powoli wypychani z pozycji obronnych. Następnie dywizja w ciągu dziesięciu dni dotarła na przedmieścia miasta Quảng Trị, ale wtedy prezydent Thiệu osobiście ingerował w przebiegu operacji wojskowej. Trưởng planował ominąć miasto i szybko ruszyć do rzeki Cua Viet, izolując w ten sposób obrońców. Thiệu jednak zażądał, aby Quảng Trị zostało natychmiast zajęte, widząc miasto jako „symbol i wyzwanie” dla własnego autorytetu.
Nie miało to być łatwe zadanie dla generała Trưởnga. Atak ARW utknął na obrzeżach miasta, a Wietnam Północny, poinformowany o planach ofensywy, przesunął 304. i 308 Dywizję na zachód, aby uniknąć amerykańskiej siły powietrznej, która miała zaatakować w Quảng Trị.
Obrona miasta i jego otoczonej murem cytadeli została pozostawiona drugorzędnym jednostkom Wietnamskiej Armii Ludowej i milicji. Jeden z uczestników bitwy wspominał: „Nowi rekruci przybyli o zmierzchu. Byli martwi o świcie. […] Nikt nie miał czasu sprawdzić, skąd pochodzą ani kto jest ich dowódcą”. Inni opisali obronę jako „bezsensowną ofiarę” i nazywali Quảng Trị „Hamburger City”. Niemniej jednak jednostki komunistyczne stacjonujące w cytadeli były dobrze okopane, miały przewagę terenu i wsparcia artyleryjskiego. Wczesne zwycięstwo ARW zostało zaprzepaszczone, a walki trwały nadal.
11 lipca południowowietnamska Dywizja Powietrznodesantowa i Dywizja Piechoty Morskiej rozpoczęły atak śmigłowcowy wspierany przez eskadry śmigłowców lotnictwa Marines HMM-164, HMM-165 i armijną Troop F, 4th Cavalry na północ i wschód od miasta, co miało przeciąć ostatnią drogę odwrotu i zmusić północnych Wietnamczyków do umocnienia się oraz uzupełniania zapasów przez rzekę Thach Han, czyniąc ich podatnymi na ataki powietrzne. Po zaciętej, trzydniowej bitwie 48 Pułk 320B Dywizji został rozbity i wycofał się.
27 lipca Dywizja Piechoty Morskiej ARW otrzymała rozkaz zastąpienia jednostek powietrznodesantowych jako głównego uczestnika bitwy. Jednak postępy były powolne, złożone z zaciekłych walk dom po domu i nieustannych ostrzałów artyleryjskich z obu stron. We wrześniu rozpoczęto ostateczny atak mający na celu zdobycie silnie bronionej cytadeli; ostatecznie odbito ją 16 września. Siły Trưởnga posunęły się następnie na południowy brzeg rzeki Thach Han, gdzie zatrzymały się, wyczerpane i uszczuplone przez ciężkie straty i niezdolne do dalszego marszu do Đông Hà.
W lipcu amerykańskie samoloty wykonały 5461 lotów taktycznych i 2054 uderzeń B-52 oraz wykorzystywały pięć lotniskowców w celu wsparcia kontrofensywy.

### III Korpus – An Lộc

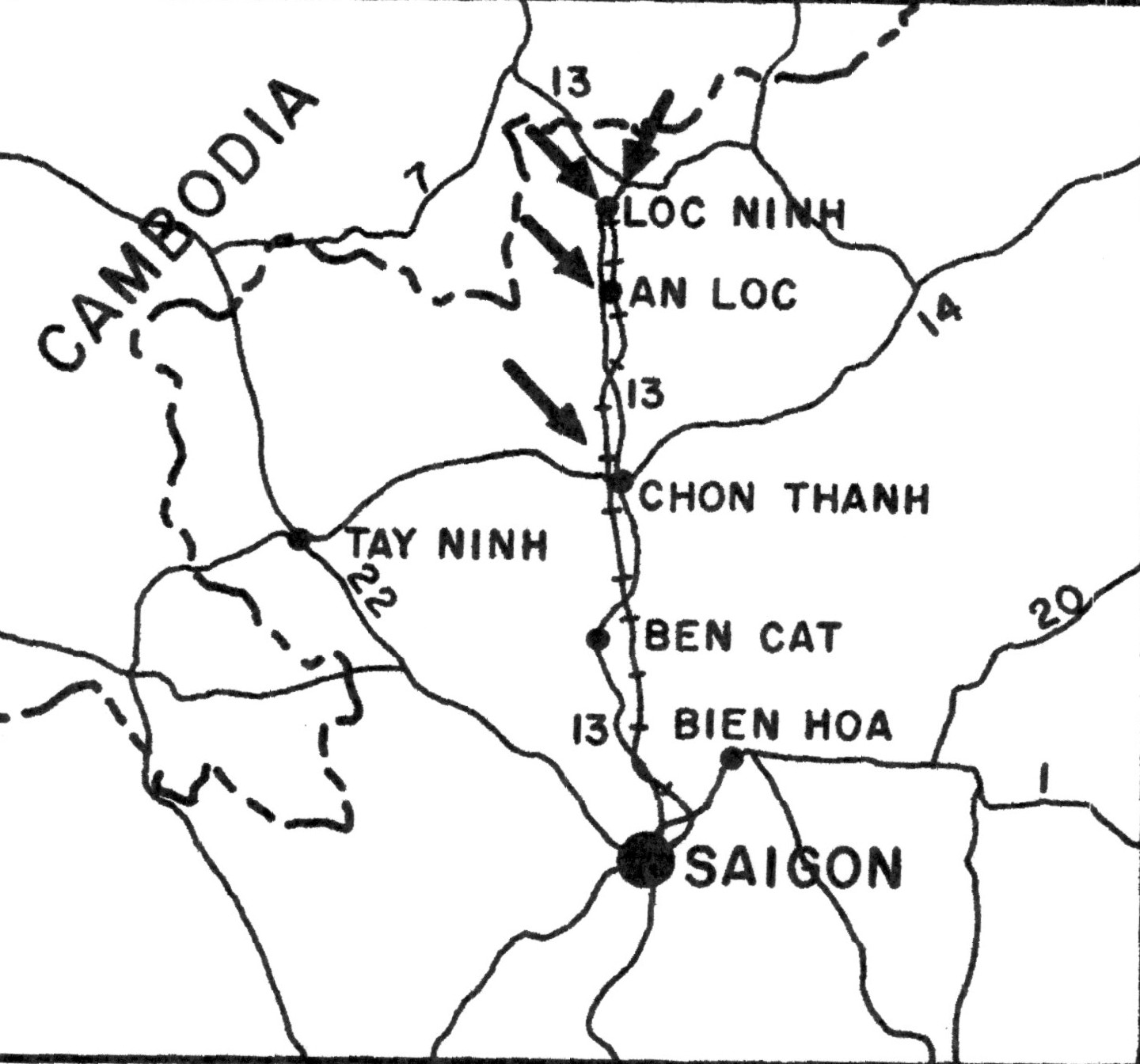
Ofensywa Wietnamskiej Armii Ludowej w sektorze III Korpusu

Pierwsza fala ofensywy na tym kierunku rozpoczęła się 5 kwietnia, po czym nastąpił marsz Wietnamskiej Armii Ludowej z Kambodży do prowincji Bình Long, na północny wschód od Sajgonu. Jego celem były miasta i lotniska w Lộc Ninh, Quần Lợi i An Lộc. Możliwe początkowe cele ofensywy na obszarze III Korpusu pozostają do dziś niejasne, ale prawdopodobnie rozpoczęła się ona jako operacja zwiadowcza, którą w razie powodzenia można było łatwo przekształcić w pełnoprawne działania ofensywne.
Uderzenie rozpoczęło się z kambodżańskiego Obszaru Bazowego 708, a przeprowadziła ją połączona 5 Dywizja Wietnamskiej Armii Ludowej i Vietcongu z Frontu B-2 i 203 Pułk Pancerny, które posuwały się autostradą nr 9 w kierunku granicznego posterunku Loc Ninh. Tam 2000 ludzi z 9 Pułku ARW i batalion rangerów odparło pięć kolejnych ataków piechoty i broni pancernej, zanim załamali się pod naporem wroga 7 kwietnia. Następnie Wietnam Północny odizolował 25 Dywizję w sąsiedniej prowincji Tây Ninh, wysyłając dwa pułki do ataku na jej wysunięte posterunki.
Czując, że stolica prowincji An Lộc będzie kolejnym celem, dowódca III Korpusu, gen. por. Nguyễn Văn Minh wysłał 5 Dywizję, aby utrzymać miasto. Została ona wzmocniona przez dwa bataliony Grupy Rangersów (7 kwietnia) i dwa dodatkowe bataliony piechoty (10 i 11 kwietnia). 21 Dywizja, która stacjonowała w delcie Mekongu, została szybko przerzucona do obozu Chơn Thành, aby dołączyć do pułku 9 Dywizji jako siły odciążające. Wszystkie siły w tym rejonie zostały oddane pod dowództwo gen.-bryg. Lê Văn Hưnga, dowódcy 5 Dywizji. Ruch ten był korzystny dla Wietnamu Południowego, ponieważ siły komunistów rzeczywiście zmierzały na wschód w kierunku An Lộc. Jednocześnie 7 Dywizja Wietnamskiej Armii Ludowej ominęła miasto i ruszyła na południe autostradą nr 13, aby zablokować wszelkie posiłki wysyłane z Chơn Thành. Wietnam Północny zdecydował, że An Lộc, ze względu na jego bliskie sąsiedztwo z Sajgonem, zostanie ogłoszone stolicą Tymczasowego Rządu Rewolucyjnego, ale nawet gdyby udało im się przejąć miasto, komuniści nie byliby w stanie go utrzymać. Amerykańskie siły powietrzne uczyniłyby taką ewentualność niemożliwą.

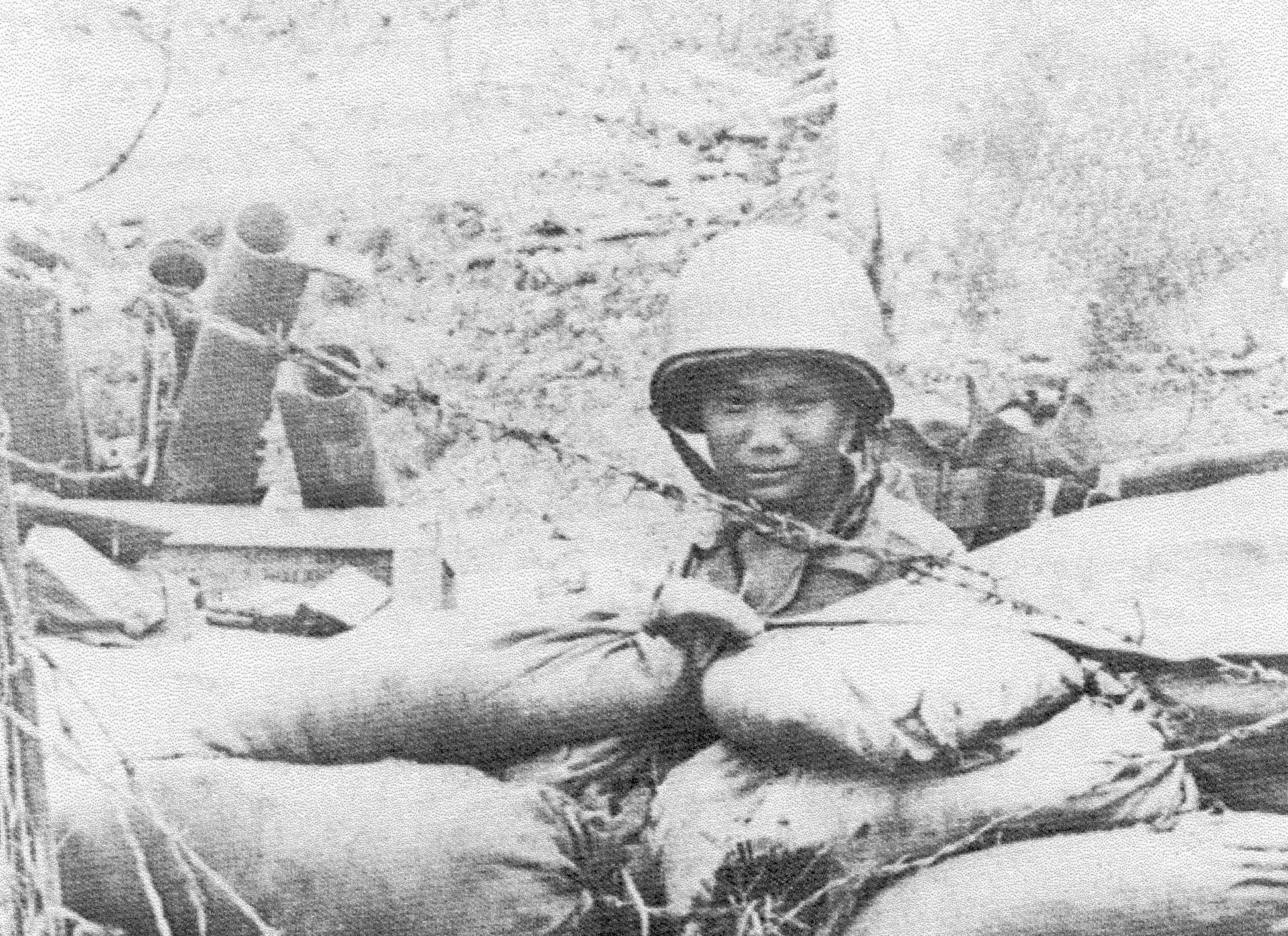
Żołnierz ARW z rakietami przeciwpancernymi M72 LAW podczas obrony An Lộc

Do 13 kwietnia An Lộc zostało otoczone i poddane połączonemu atakowi artylerii, wojsk pancernych i piechoty przez komunistyczną 9 Dywizję. Siły Wietnamskiej Armii Ludowej nacierały na miasto pod gradem rakiet, bomb i napalmu dostarczanych przez samoloty USA i Wietnamu Południowego, wspieranym przez masowy ostrzał artyleryjski, czołgowy i z broni ręcznej. Wewnątrz miasta kontyngent doradców USA stał się niezbędny dla dalszej obrony, pełniąc funkcję osobnego personelu organizującego wsparcie ogniowe i powietrzne, logistykę oraz wywiad. Płk William Miller, starszy doradca amerykański, był niezadowolony z ciągłej niechęci generała Hunga do przeprowadzania kontrataków i jego polegania na sile powietrznej USA w pokonaniu Wietnamu Północnego. Jego wahanie i brak motywacji skłoniły Millera do zgłoszenia, że: „Jest zmęczony – niestabilny – irracjonalny – drażliwy – niewskazany – i nieprzystępny”.
Ataki trwały i siły Wietnamskiej Armii Ludowej w końcu przedarły się do miasta, przejmując lotnisko i zmniejszając obwód obrony sił ARW do około jednego kilometra kwadratowego. Podczas kolejnego ataku północnowietnamskie czołgi faktycznie przedarły się przez obwód obronny, ale zostały powstrzymane, a następnie zniszczone przez broń przeciwpancerną i śmigłowce bojowe. Piechota komunistyczna zdołała jednak przejąć większość północnego sektora miasta, gdzie zaczęła się okopywać (często tuż po drugiej stronie ulicy od obrońców ARW). Początkowy szok żołnierzy południowowietnamskich wywołany przez północnowietnamskie wojska pancerne wkrótce osłabł, gdy ci drudzy odkryli, że ponieważ wspierająca piechota nie posunęła się naprzód z czołgami, stali się łatwym łupem dla broni przeciwpancerne. W innych przypadkach sytuacja była odwrotna, z masowymi atakami piechoty posuwającymi się naprzód bez wsparcia pancernego. Ta porażka koordynacji taktycznej była jedną z głównych słabości Wietnamskiej Armii Ludowej podczas ofensywy i alianci szybko ją wykorzystali.

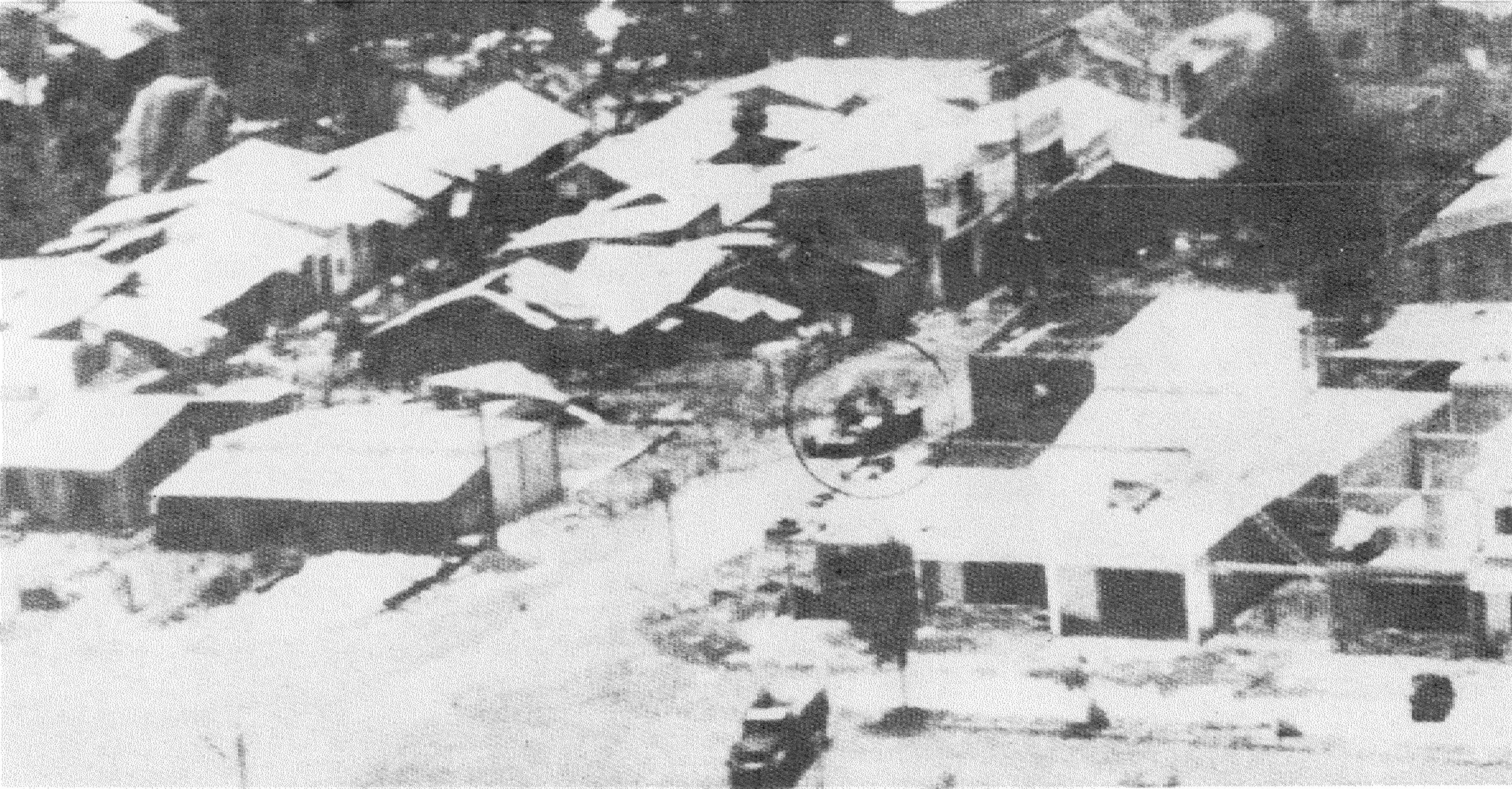
Północnowietnamski czołg T-54 zniszczony w An Lộc przez śmigłowiec szturmowy AH-1 Cobra armii USA

W wyniku niepowodzenia szybkiego zdobycia miasta dowódca 9 Dywizji został ostro upomniany, a lokalne dowództwo nad jednostką przekazane starszemu oficerowi 5 Dywizji. Oprócz braku koordynacji, główną trudnością dla Wietnamskiej Armii Ludowej był deszcz bomb i rakiet zrzucany na nich przez nieustanne ataki powietrzne, co jeszcze bardziej zmniejszyło liczbę sprawnych żołnierzy i utrudniło dostarczanie zaopatrzenia.
Po nieudanym ataku 21 kwietnia bitwa przerodziła się w oblężenie, podczas którego Wietnam Północny ostrzeliwał An Lộc i jego obrońców 1200 do 2000 pocisków moździerzowych, rakietowych i artyleryjskich dziennie. An Lộc zostało całkowicie otoczone i można było je zaopatrywać tylko drogą powietrzną, a sytuację tę dodatkowo utrudniła utrata lotniska. Dopływ zaopatrzenia został jednak osiągnięty dzięki 448 misjom lotniczym, w ramach których udało się dostarczyć 2693 tony zrzuconej z powietrza żywności, środków medycznych i amunicji, wspieranych przez kompanię kwatermistrzowską 549. QM (AD/Airborne) armii USA, która została szybko przerzucona z Okinawy na początku kwietnia.
Od 22 kwietnia do 10 maja sytuacja taktyczna pozostawała patowa, a „Paris Match” określił ją „Verdun lub Stalingradem” w obszarze III Korpusu.
Rano 11 maja, po przygotowaniu artyleryjskim, w ramach którego wystrzelono ponad 8300 pocisków w obwód obronny, kurcząc go do powierzchni zaledwie 910 na 1400 m przed końcem dnia, rozpoczął się kolejny atak Wietnamskiej Armii Ludowej. Siły komunistyczne ponownie przedarły się do An Lộc, ale uderzenie załamało się w obliczu potężnego ataku powietrznego, który kosztował Wietnam Północny 40 czołgów i ponad 800 ludzi. Powody niepowodzenia nie były trudne do odgadnięcia. Począwszy od 5:30 rano, przez następne 25 godzin Siły Powietrzne USA przeprowadzały ataki B-52 co 55 minut, aby wesprzeć obronę. Przez następne trzy dni, za każdym razem, gdy wojska północnowietnamskie zbierały się, aby wznowić atak, były bombardowane w swoich miejscach zbiórki.
Kulminacyjny atak na An Lộc rozpoczął się 14 maja, kiedy Wietnam Północny zaatakował bezpośrednio w zęby obrony ARW. Nieudany atak został opisany przez płk. Walta Ulmera, starszego doradcę 5 Dywizji: „Po prostu próbowali gromadzić się, gromadzić się i gromadzić. Roztrwonili mnóstwo siły ludzkiej”.
21 Dywizja ARW rozpoczęła akcję ratunkową, ale nigdy nie dotarła do An Lộc. Przez trzy tygodnie dywizja przesuwała się na północ wzdłuż autostrady nr 13, ale była blokowana przez ciągłe działania opóźniające mniejszych sił półnownowietnamskich. Chociaż jednostka nigdy nie osiągnęła celu, to nieświadomie wsparła oblężone miasto, ostatecznie odciągając od walk prawie wszystkie elementy 7 Dywizji Wietnamskiej Armii Ludowej.
Chociaż siły północnowietnamskie pozostały w tym rejonie i nadal intensywnie ostrzeliwały An Lộc, impet ich ofensywy dobiegł końca. Do 12 czerwca ostatnie siły Wietnamskiej Armii Ludowej zostały wyparte z miasta i okolic, a ponad 1000 rannych żołnierzy ARW zostało ewakuowanych. Zdziesiątkowane jednostki północnowietnamskie powoli odchodziły na północ i zachód, podczas gdy inne osłaniały ich odwrót. 18 czerwca kwatera główna III Korpusu ogłosiła zakończenie oblężenia. Rząd sajgoński twierdził, że 12 500 żołnierzy południowowietnamskich zostało zabitych lub rannych w An Lộc. Amerykańskie źródła podały, że podczas akcji zginęło lub zostało rannych 25 000 żołnierzy komunistycznych, chociaż liczby te nigdy nie zostały potwierdzone.

### II Korpus – Kon Tum
Celem sił Wietnamskiej Armii Ludowej podczas trzeciej fazy ofensywy Nguyen Hue było zajęcie miast Kon Tum i Pleiku, a tym samym opanowanie Płaskowyżu Centralnego. Otworzyłoby to możliwość kontynuowania marszu na wschód do równin przybrzeżnych, dzieląc Wietnam Południowy na dwie części. Ofensywie towarzyszyły operacje dywersyjne Vietcongu, które rozpoczęły się 5 kwietnia w nadmorskiej prowincji Bình Định, a których celem było zamknięcie autostrady nr 1, przejęcie kilku baz ogniowych ARW i odciągnięcie sił południowowietnamskich od działań dalej na zachód. Siły północnowietnamskie pod dowództwem gen. por. Hoàng Minh Thảo, dowódcy Frontu B-3, obejmowały 320. i 2 Dywizję Wietnamskiej Armii Ludowej na płaskowyżu oraz 3 Dywizję na nizinach – około 50 000 ludzi.

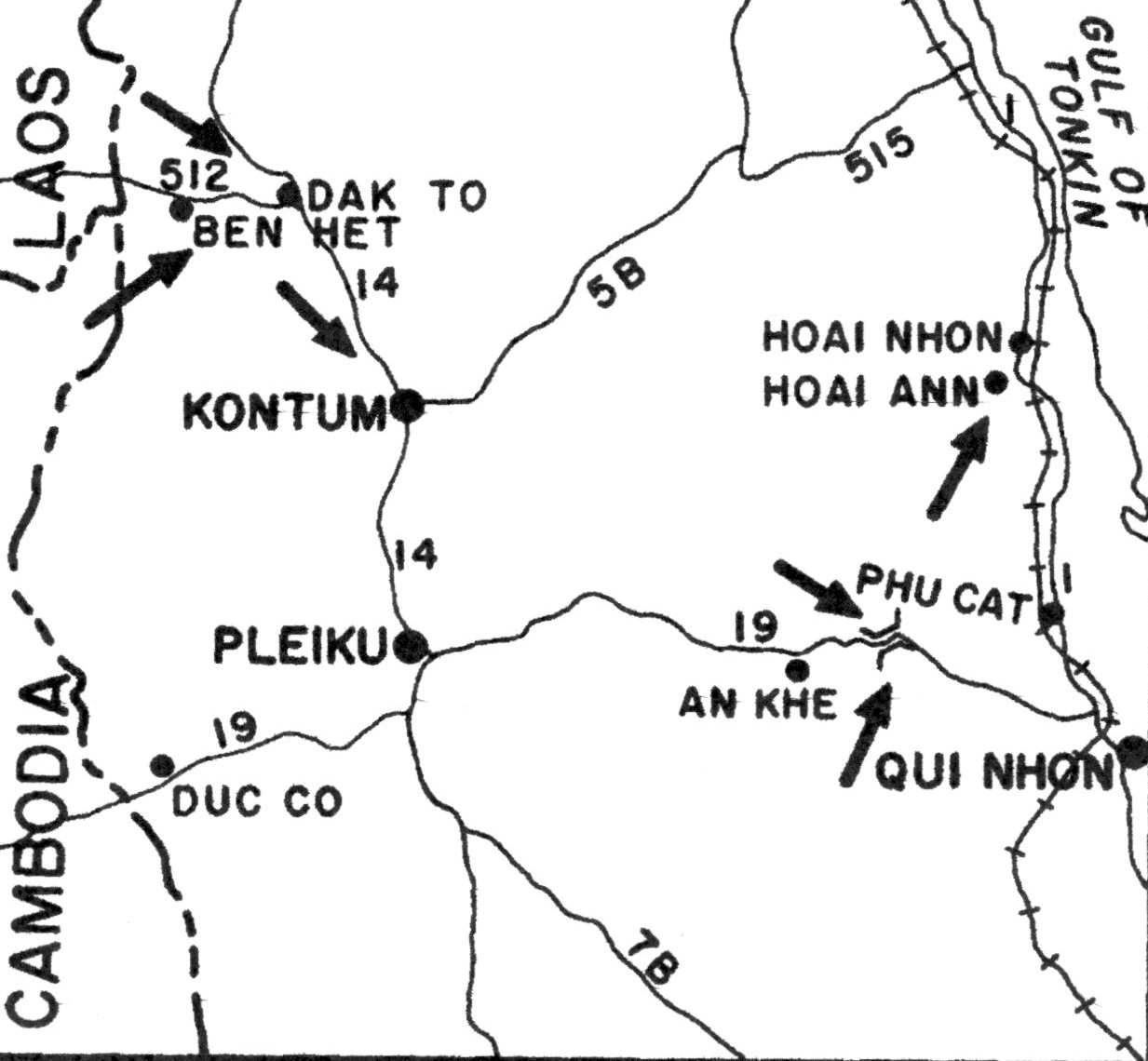
Ofensywa Wietnamskiej Armii Ludowej w sektorze II Korpusu

Przeciwko nim w II Korpusie stacjonowały 22. i 23 Dywizja ARW, dwa szwadrony kawalerii pancernej i 2 Brygada Powietrznodesantowa, wszystkie pod dowództwem gen. por. Ngô Du. Już w styczniu stało się jasne, że Wietnam Północny przygotowuje się do operacji ofensywnych na trzech kierunkach i przeprowadzono liczne ataki B-52 w tym rejonie w nadziei na spowolnienie narastania. Siły ARW zostały również przeniesione w kierunku granicy, aby spowolnić postęp komunistów i umożliwić zastosowanie sił powietrznych w celu wyczerpania siły ludzkiej i logistyki Wietnamu Północnego. Ofensywa Bình Định wprawiła jednak generała Du w panikę i niemal przekonała go do nabrania się na sztuczkę Wietnamu Północnego oraz odwrócenia swoich sił od płaskowyżu.
John Paul Vann, Dyrektor 2 Regionalnej Grupy Wsparcia USA zapewnił Du, że to tylko podstęp i że powinien pozostać gotowy na główny cios, który jego zdaniem miał nadejść z zachodniego Laosu. Vann, mimo że był cywilem, otrzymał wyjątkowe upoważnienie do dowodzenia wszystkimi amerykańskimi doradcami wojskowymi w swoim regionie. Vann pracował dzień i noc, wykorzystując swoje szerokie kontakty cywilne i wojskowe, aby przekazywać amerykańskie wsparcie (zwłaszcza wsparcie powietrzne) do swojego regionu. Gen. mjr John G. Hill Jr., starszy doradca wojskowy Du, opisał niezwykłe działania Vanna: „Pozostali z nas zorganizowali się wokół osobistych wysiłków Vanna i skoncentrowali się na zgromadzeniu zasobów, aby wykorzystać przywództwo, jakie ten sprawował wobec Wietnamczyków”.

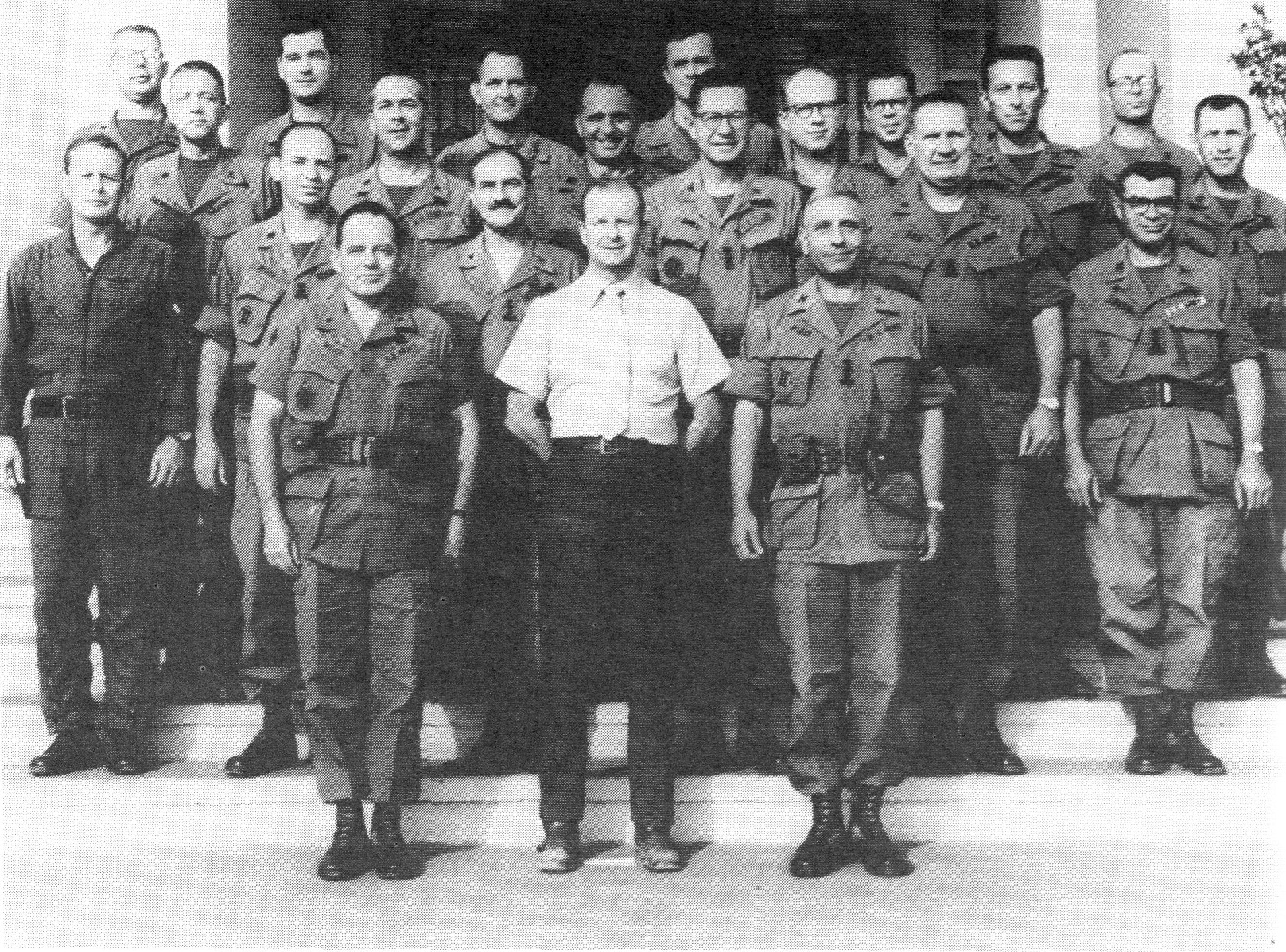
John Paul Vann i jego personel w kwaterze głównej w Pleiku

Aby przeciwdziałać możliwemu zagrożeniu z zachodu, Du wysłał dwa pułki 22 Dywizji do obozu bazowego Tân Cảnh i Đắk Tô oraz dwa szwadrony pancerne do Ben Het.
12 kwietnia 2 Dywizja Wietnamskiej Armii Ludowej, elementy 203 Pułku Czołgów i kilka samodzielnych pułków Frontu B-3 zaatakowały placówkę w Tan Canh i pobliską bazę Đắk Tô. Kiedy jednostki pancerne ARW ruszyły z Ben Het w kierunku Đắk Tô, wpadły w zasadzkę i zostały zniszczone. Przytłoczone obroną południowowietnamską na północny zachód od Kon Tum szybko się rozpadły, stawiając dowództwo III Korpusu w trudnej sytuacji. Gdy reszta 22 Dywizji osłaniała wybrzeże, niewiele sił pozostało do obrony stolicy prowincji Kon Tum.
Południowy postęp północnowietnamski z niewytłumaczalnych przyczyn zatrzymał się na trzy kluczowe tygodnie. Jednak podczas gdy kryzys na północy słabł, generał Du popadł w kryzys psychiczny, coraz trudniej było mu podejmować decyzje. Vann zrezygnował ze wszelkich pozorów struktury dowodzenia południowowietnamskiego, przejął dowodzenie i otwarcie wydawał rozkazy wojskowym. Odpowiedzialność za obronę miasta Kon Tum powierzył płk. Lý Tòng Bá, dowódcy 23 Dywizji. Następnie Vann użył potężnych uderzeń B-52, aby utrzymać wojska północnowietnamskie na dystansie i zmniejszyć ich liczebność, podczas gdy udało mu się znaleźć dodatkowe oddziały, dzięki którym mógł ustabilizować sytuację.
Do 14 maja siły północnowietnamskie dotarły do Kon Tum i rozpoczęły główny atak. 320 Dywizja, 1. i 141 Pułk 2 Dywizji oraz elementy 203 Pułku Czołgów zaatakowały miasto od północy, południa i zachodu. W momencie ataku miasto zgromadziło siły obronne składające się z 23 Dywizji i kilku grup południwowietnamskich rangerów. Trzytygodniowe opóźnienie drogo kosztowało Wietnam Północny. Do 14 maja najgorsze walki w sektorze I i II Korpusu dobiegły końca, a większość B-52 mogła skupić się na Płaskowyżu Centralnym. Podczas ataku komunistów pozycje 44. i 45 Pułku ARW rozpadły się i zostały zdobyte, ale dobrze wymierzony atak B-52 uderzył bezpośrednio na atakujących żołnierzy północnowietnamskich w punkcie przełomu. Następnego ranka, gdy komuniści powrócili na swoje poprzednie pozycje bez oporu, odkryto 400 ciał wraz z siedmioma zniszczonymi czołgami.
Na naleganie Vanna doszło do przetasowania personalnego w III Korpusie, gdy prezydent Thiệu zastąpił Du gen. mjr. Nguyễnem Văn Toànem, którego pozornie pewna siebie i stanowcza natura była całkowitym przeciwieństwem Du. Działania w Kon Tum przez kolejne dwa tygodnie charakteryzowały się masowymi atakami komunistów, które były bombardowane przez B-52, lotnictwo taktyczne i ataki śmigłowców szturmowych. Następnie oddziały ARW przeprowadziły kontratak nad pozostałościami atakującej fali. 26 maja czterem pułkom północnowietnamskim wspieranym przez siły pancerne udało się wybić dziurę w obronie, ale ich postęp został zatrzymany przez amerykańskie śmigłowce wystrzeliwujące nowe pociski TOW. Podczas kolejnych trzech dni walk 24 północnowietnamskie czołgi T-54 i PT-76 zostały zniszczone przez TOW, a wyłom został uszczelniony.
Dzięki pomocy Sił Powietrznych USA i Republiki Wietnamu, pomimo poważnych strat, ARW zdołała utrzymać Kon Tum przez resztę bitwy. Zaopatrzenie lotnicze wspierała kompania kwatermistrzowska 549th QM (AD) armii USA. Na początku czerwca komuniści wycofali się na zachód, pozostawiając ponad 4000 zabitych na polu bitwy. Wywiad USA oszacował, że łączna liczba ofiar Wietnamskiej Armii Ludowej na Wyżynach Centralnych podczas ofensywy wyniosła od 20 000 do 40 000 żołnierzy. John Vann nie miał czasu, aby delektować się swoim zwycięstwem. Podczas powrotu do Kon Tum z odprawy w Sajgonie 9 czerwca zginął w katastrofie śmigłowca.
Pod koniec lipca 22 Dywizja ARW, dowodzona teraz przez gen.-bryg. Phan Dinh Niema, we współpracy z siłami regionalnymi i prowincjonalnymi prowincji Bình Định, odbiła miasta dystryktu Hoài Nhơn i Tam Quan oraz przywróciła łączność na autostradzie nr 1 na północ do południowej granicy prowincji Quảng Ngãi.

### Południowa Kambodża i IV Korpus
22 marca 101D Pułk 1 Dywizji Wietnamskiej Armii Ludowej zaatakował placówkę 42 Grupy Rangerów ARW w Kompong Trach 15 km na północ od granicy Kambodży z Wietnamem Południowym. Walki trwały do końca kwietnia, gdy obie strony się wzmacniały. 1 Dywizja ostatecznie zajęła Kompong Trach, ale poniosła duże straty, co wpłynęło na jej późniejsze działania w sektorze IV Korpusu.
7 kwietnia lokalne główne jednostki sił komunistycznych, 18B, 95B, D1 i D2 rozpoczęły ataki w delcie Mekongu, początkowo w prowincji Chương Thiện. Ponieważ 21 Dywizja ARW i 15 Pułk 9 Dywizji zostały rozmieszczone w sektorze III Korpusu w celu wzmocnienia sił w An Lộc, komuniści początkowo odnieśli pewne sukcesy przeciwko odizolowanym placówkom sił regionalnych i prowincjonalnych.
18 maja elementy 52. i 101 Pułku 1 Dywizji zaatakowały Kiên Lương, walki trwały dziesięć dni, zanim południowowietnamscy rangerzy i siły pancerne zdołały zmusić komunistów do wycofania się w kierunku granicy z Kambodżą.
23 maja po walkach między 207 Pułkiem Wietnamskiej Armii Ludowej a rangerami i siłami pancernymi ARW w Kambodży, 15 km na północ od Cai Cai, południowi Wietnamczycy zdobyli dokumenty wskazujące na plany wejścia komunistów do północnej części prowincji Kiến Tường i późniejszych ataków na Mộc Hóa. Późniejsze informacje wywiadowcze wykazały, że 5 Dywizja, która została pobita pod An Lộc, przemieszczała się w kierunku obszaru Elephant’s Foot (10°52′12″N 105°54′00″E/10,870000 105,900000) w Kambodży, a następnie miała przejść do Obszaru Bazowego 470 na Równinie Trzcin. 7 Dywizja ARW została rozmieszczona w obszarze Elephant’s Foot, aby zaangażować siły północnowietnamskie i przy silnym wsparciu lotniczym USA zadała tam poważne straty jednostkom Wietnamskiej Armii Ludowej. Jednak pomimo strat dwa pułki z 5 Dywizji oraz 24. i Z18 Pułk natarły w kierunku Obszaru Bazowego 470, a na początku lipca sześć pułków Wietnamskiej Armii Ludowej znajdowało się w północnej części prowincji Định Tường.
Pod koniec czerwca, po 22 dniach walk, 7 Dywizja ARW odbiła Kompong Trabek i oczyściła autostradę QL-1 (Kambodża) do Neak Loeung, jednak Wietnamska Armia Ludowa odbiła ten obszar, gdy 7 Dywizja została wycofana z powrotem do IV Korpusu w lipcu, aby przeciwdziałać zagrożeniu ze strony komunistów dla autostrady QL-4, kluczowej linii zaopatrzenia między ryżową misą delty a Sajgonem. Wraz z powrotem 21 Dywizji ARW i 15 Pułku 9 Dywizji do IV Korpusu i ciągłym ostrzałem z powietrza przez amerykańskie lotnictwo taktyczne i B-52, ARW była w stanie przeprowadzić serię operacji w prowincji Định Tường i Obszarze Bazowym 470, co zmusiło komunistów do ograniczenia działań i rozproszenia się w mniejszych jednostkach lub wycofania się do Kambodży.
Choć walki w tym regionie nie były tak dramatyczne jak na innych frontach ofensywy wielkanocnej, IV Korpusowi udało się zapobiec przecięciu autostrady QL-4 przez komunistów lub poważnemu zakłóceniu działań pacyfikacyjnych w delcie Mekongu, jednocześnie dzieląc się niemal połową swoich sił z bardziej zagrożonym III i I Korpusem.

## Wsparcie lotnicze, operacje Freedom Train i Linebacker
Północni Wietnamczycy dobrze zaplanowali swoją ofensywę, ponieważ zbiegła się ona z końcem corocznego zimowego monsunu, gdy niskie zachmurzenie i deszcz zapewniały osłonę, pod którą ofensywa mogła być prowadzona bez przeszkód ze strony alianckich ataków lotniczych. Ataki powietrzne były możliwe tylko za pomocą myśliwców lub bombowców przystosowanych do lotów w każdych warunkach pogodowych, które mogły precyzyjnie bombardować przez pokrywę chmur za pomocą radaru lub LORAN.

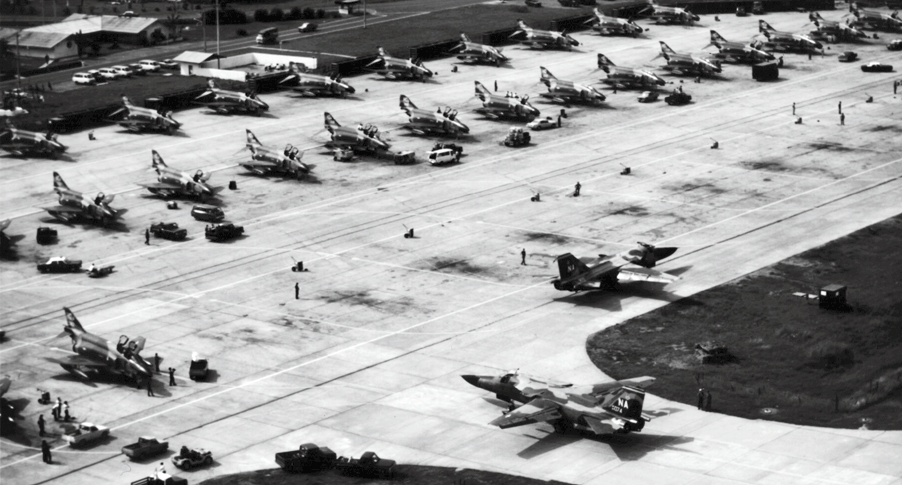
Zwiększona obecność amerykańskich sił powietrznych: F-111 i F-4 w bazie Takhli w Tajlandii

Misje te były wykonywane przez samoloty przydzielone do 7. i 13 Armii Lotniczej w Wietnamie Południowym i Tajlandii lub przez Task Force 77 U.S. Navy stacjonującą na Morzu Południowochińskim. Oprócz pogody najpoważniejszym problemem, z jakim musieli zmierzyć się Amerykanie, było to, że redukcja sił amerykańskich w ciągu poprzednich czterech lat obejmowała także cenne samoloty wsparcia naziemnego i ich obsługę techniczną. Wiosną 1972 roku Siły Powietrzne Stanów Zjednoczonych miały tylko trzy eskadry F-4 Phantom i jedną A-37 Dragonfly dostępnych w Republice Wietnamu, łącznie 76 samolotów. Kolejnych 114 myśliwców bombardujących stacjonowało w różnych bazach w Tajlandii, podczas gdy 83 ciężkie bombowce B-52 Stratofortress znajdowały się w tajlandzkiej bazie U-Tapao i w bazie sił powietrznych Andersen na Guamie. Task Force 77 miała przydzielone cztery lotniskowce, ale tylko dwa z nich, „Coral Sea” i „Hancock”, były na miejscu na początku ofensywy. Ich skrzydła lotnicze liczyły łącznie 140 samolotów uderzeniowych.
Aby zaradzić niedoborowi samolotów, od 7 kwietnia do 13 maja 176 F-4 i 12 F-105 Thunderchief zostało przeniesionych z baz lotniczych w Korei i Stanach Zjednoczonych do Tajlandii podczas operacji Constant Guard I-IV. W okresie od 5 lutego do 23 maja Dowództwo Lotnictwa Strategicznego wzmocniło Guam w ramach operacji Bullet Shot dodatkowymi 124 bombowcami, zwiększając łączną liczbę dostępnych maszyn tego typu na teatrze działań do 209. 7 Flota została również wzmocniona poprzez dodanie pięciu grup lotniskowców, w tym „Kitty Hawk”, „Constellation”, „Midway”, „America” i „Saratoga”. Dzięki temu pięć lotniskowców było dostępnych w każdym dowolnym momencie do prowadzenia operacji powietrznych. W tym czasie Siły Powietrzne Republiki Wietnamu składały się z dziewięciu eskadr samolotów A-1 Skyraider, A-37 i F-5 Freedom Fighters, w sumie 119 samolotów uderzeniowych. Miały również dwie eskadry samolotów szturmowych AC-47 lub AC-119, w sumie 28 samolotów.

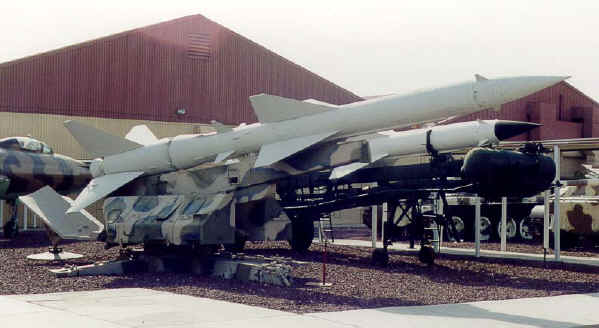
Pocisk przeciwlotniczy SA-2 Guideline na zakamuflowanej wyrzutni

Warunki pogodowe sprawiły, że wczesne wsparcie naziemne było chaotyczne, a trudności te pogłębiały się wraz z północnowietnamskimi jednostkami przeciwlotniczymi, które nacierały za wysuniętymi jednostkami. Wietnamska Armia Ludowa przesunęła baterie kierowane radarem 85 i 100 mm na południe od strefy zdemilitaryzowanej, a 17 lutego z obszaru rzekomo zdemilitaryzowanego wystrzelono 81 pocisków SA-2 Guideline, zestrzeliwując trzy F-4. Zaznaczyło to zarazem najdalej wysunięty na południe postęp jednostek SA-2 podczas całej wojny. Tak wyposażona północnowietnamska obrona przeciwlotnicza sprawiła, że ataki powietrzne stały się bardzo niebezpieczne, zwłaszcza gdy wzmocniono ją nowymi Grailami wystrzeliwanym z ramienia.
Utrata północnych baz ogniowych na początku ofensywy w sektorze I Korpusu sprawiła, że amerykański ostrzał artyleryjski stał się głównym źródłem wsparcia ogniowego w tym rejonie. Koordynatorzy ostrzału artyleryjskiego Korpusu Piechoty Morskiej zostali następnie przydzieleni do samolotów z obserwatorami lotniczymi, podając współrzędne celów w obszarze przybrzeżnym. W szczytowym momencie ofensywy trzy amerykańskie krążowniki i 38 niszczycieli zapewniało wsparcie ogniowe z morza.

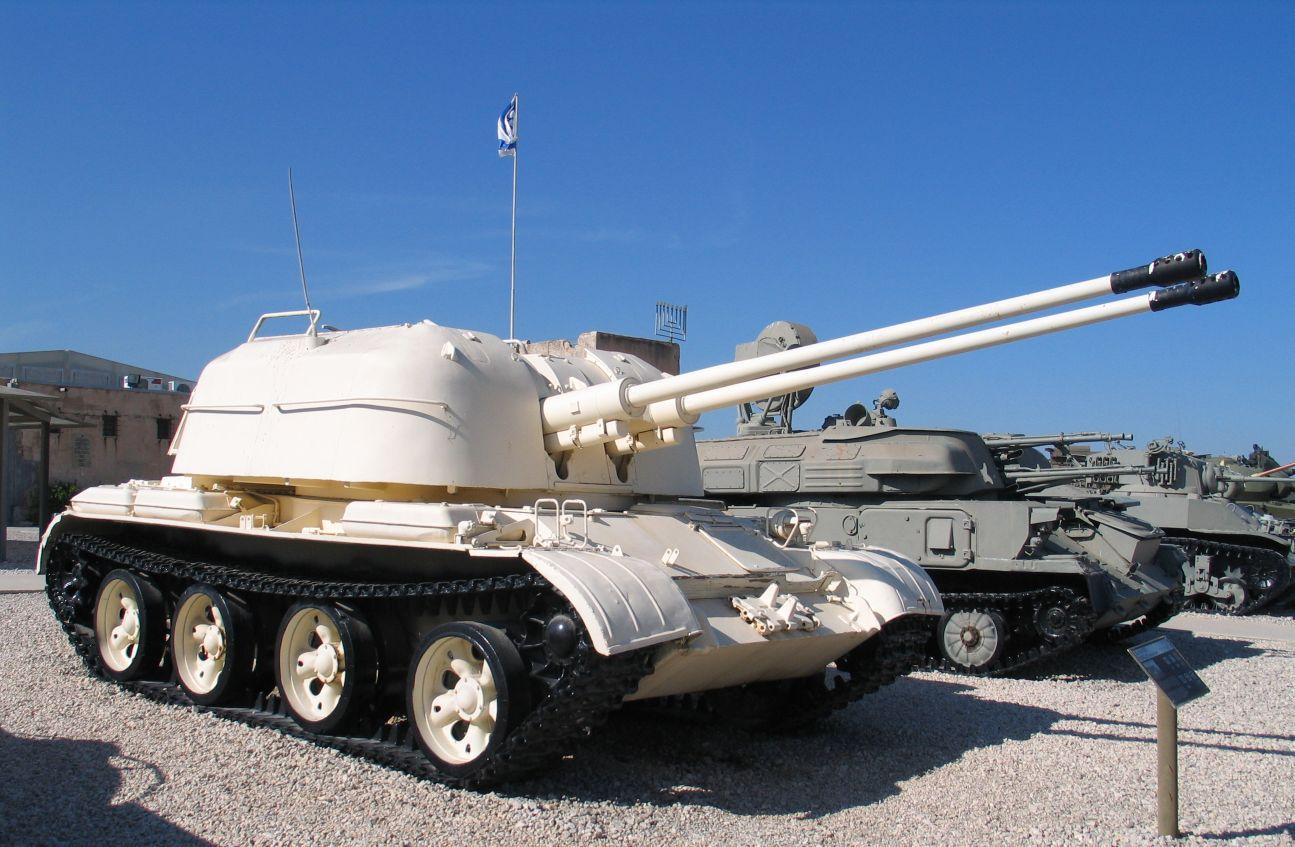
ZSU-57-2

Wraz z poprawiającą się pogodą liczba lotów bojowych gwałtownie wzrosła. Od kwietnia do czerwca wykonano 18 000 lotów bojowych w celu wsparcia obrony ARW, 45 procent z nich wykonały Siły Powietrzne USA, 30 procent lotnictwo US Navy i Korpusu Piechoty Morskiej, a 25 procent lotnictwo Wietnamu Południowego. B-52 wykonały dodatkowe 2724 loty bojowe. Dziesięć samolotów amerykańskich i sześć południowowietnamskich zostało utraconych w wyniku uderzenia rakiet SAM lub ostrzału przeciwlotniczego.
4 kwietnia, reagując na zaciekłość ofensywy, prezydent Nixon zezwolił na taktyczne naloty na północ od strefy zdemilitaryzowanej do 18. równoleżnika, w południowej części Wietnamu Północnego. Ta próba przechwycenia szlaków zaopatrzeniowych była pierwszym systematycznym bombardowaniem przeprowadzonym w samym Wietnamie Północnym od zakończenia operacji Rolling Thunder w listopadzie 1968 roku. Naloty na północ od 20. równoleżnika zostały autoryzowane 5 kwietnia pod kryptonimem operacje Freedom Train. Pierwszy atak B-52 w ramach nowej operacji przeprowadzono 10 kwietnia. Prezydent Nixon postanowił wtedy podnieść stawkę, atakując Hanoi i Hajfong. W okresie od 1 maja do 30 czerwca B-52, myśliwce bombardujące i samoloty szturmowe wykonały 18 000 lotów bojowych nad Wietnamem Północnym, ponosząc straty w wysokości 29 samolotów.
8 maja Nixon autoryzował rozpoczęcie operacji Pocket Money, czyli zaminowania z powietrza Hajfongu i innych północnowietnamskich portów. Nixon zaryzykował, że Związek Radziecki, z którym prowadził negocjacje w sprawie traktatu o ograniczeniu zbrojeń strategicznych (SALT I), powstrzyma się od negatywnej reakcji w zamian za poprawę stosunków z Zachodem. Miał rację. Chińska Republika Ludowa również wyciszyła jakąkolwiek otwartą odpowiedź na środki eskalacyjne z tego samego powodu. Ośmielony Nixon postanowił rozpocząć operację Linebacker, systematyczny atak powietrzny na systemy transportu, magazynowania i obrony powietrznej Wietnamu Północnego 10 maja. Podczas operacji Linebacker Siły Powietrzne USA, US Navy i Korpusu Piechoty Morskiej straciły w walce 104 samoloty, podczas gdy lotnicy z Wietnamu Północnego twierdzili, że stracili 63.

## Następstwa
Pod koniec kontrofensywy ARW obie strony były wyczerpane, ale uznały swoje wysiłki za udane. Południowi Wietnamczycy i Amerykanie uważali, że polityka wietnamizacji została potwierdzona, lecz wewnętrzne słabości południowowietnamskiej struktury dowodzenia, które zostały nieco naprawione podczas stanu wyjątkowego, pojawiły się ponownie po jego zakończeniu. Podczas ofensywy wielkanocnej zginęło ponad 25 000 cywilów, a prawie milion zostało uchodźcami, z czego 600 000 zamieszkało w obozach rządowych. Straty bojowe Sił Zbrojnych USA w całym 1972 roku wyniosły łącznie 300 zabitych, większość podczas ofensywy.
Hanoi zaangażowało 14 dywizji i 26 samodzielnych pułków w ofensywę i poniosło około 100 000 ofiar oraz straciło prawie wszystkie zaangażowane siły pancerne (134 T-54, 56 PT-76 i 60 T-34-85). Część terytorium zdobytego w początkowych miesiącach walk została utracona na rzecz Wietnamu Południowego (bitwa o miasto Quang Tri trwała 81 dni, a Wietnam Południowy ostatecznie przejął kontrolę nad miastem we wrześniu, a także nad większością prowincji Quang Tri). Jednak Wietnamska Armia Ludowa utrzymała pozycje pod koniec ofensywy, a także zachodnie peryferie sektorów II i III Korpusu – łącznie około 10% terytorium Republiki Wietnamu. Uważa się, że przywódcy Wietnamu Północnego niedoszacowali zdolność bojową ARW, która do 1972 roku stała się jedną z najlepiej wyposażonych armii na świecie i nie udało się im zrozumieć niszczycielskiej siły lotnictwa USA w starciu z wrogiem toczącym konwencjonalną bitwę. W połączeniu z tymi błędami strategicznymi dowódcy komunistyczni zmarnowali również swoją lokalną przewagę liczebną, zamieniając ataki frontalne w ciężki ostrzał obronny i w konsekwencji ponieśli ogromne straty. Jednak według własnych szacunków Wietnamska Armia Ludowa zadała również wrogowi najcięższy cios w całej wojnie, z ponad 200 000 ofiarami w szeregach ARW, co stanowiło jedną trzecią jej ówczesnych sił. To twierdzenie jest dziś kwestionowane i obalane przez szacunki amerykańskie i południowowietnamskie, które twierdziły, że północni Wietnamczycy stracili znaczną część swoich sił pancernych i wyposażenia oraz aż 100 000 żołnierzy. Żaden ze strategicznych celów ofensywy Wietnamu Północnego nie został w pełni osiągnięty. Jednak ofensywa umożliwiła również nieregularnym oddziałom Vietcongu i agentom politycznym powrót na południe przez luki w liniach obronnych, które zostały rozerwane podczas ofensywy. Hanoi nie traciło czasu na wykorzystanie niewielkiego terenu, jaki udało się zdobyć. Wietnam Północny natychmiast zaczął rozszerzać swoje korytarze zaopatrzeniowe z Laosu i Kambodży do Wietnamu Południowego. Wietnamska Armia Ludowa szybko rozbudowała zaplecze portowe w zdobytym mieście Đông Hà i w ciągu roku ponad 20 procent sprzętu przeznaczonego na pole bitwy na południu przepływało przez jego doki.
ARW straciła 39 587 żołnierzy w tym samym okresie, podczas gdy liczba ofiar wśród amerykańskich żołnierzy w tym roku wyniosła 759, zgodnie z danymi wojskowymi USA. Dla Wietnamskiej Armii Ludowej ofensywa była bardzo kosztowna. Generał Trần Văn Trà, pisząc o ofensywie dziesięć lat po niej, stwierdził: „Nasze wojska były wyczerpane, a ich jednostki w rozsypce. Nie byliśmy w stanie nadrobić strat. Brakowało nam siły ludzkiej, żywności i amunicji”.
W Paryżu trwały negocjacje pokojowe, ale tym razem obie strony były skłonne do ustępstw. Główny amerykański negocjator, Henry Kissinger, zaproponował zawieszenie broni, uznanie Tymczasowego Rządu Rewolucyjnego Republiki Wietnamu przez rząd sajgoński i całkowite wycofanie się Amerykanów z Wietnamu Południowego. Dla Stanów Zjednoczonych uzyskanie ostatecznego uznania rządu Wietnamu Południowego przez Wietnam Północny jako prawowitego organu było kluczowe dla porozumienia w Paryżu i zakończenia wojny. Dla Wietnamu Północnego warunki te były wystarczające, aby spełnić kryteria zwycięstwa, które przywódcy ustalili przed ofensywą.
Jedyną przeszkodą na drodze do porozumienia był Nguyễn Văn Thiệu, którego rząd musiałby wyrazić zgodę na jakiekąkolwiek ugodę. Nieustępliwość Thiệu i jego żądanie, aby Stany Zjednoczone nie porzucały jego kraju po zawarciu porozumienia, a także nowe żądania Hanoi, spowodowały zatrzymanie rozmów pokojowych w grudniu. To skłoniło Nixona do rozpoczęcia operacji Linebacker II, kampanii bombardowań wymierzonej w sieć transportową Wietnamu Północnego, szczególnie wokół Hanoi i Hajfongu. Ta kampania bombardowań trwała od 18 do 29 grudnia 1972 roku. Pomimo tego w porozumieniach pokojowych z Paryża, podpisanych w styczniu 1973 roku, warunki były korzystne dla Wietnamu Północnego, co potwierdziło, że wojska północnowietnamskie i jego logistyka pozostaną w Wietnamie Południowym na terenach, które okupują, podczas gdy wszelkie walki miały zostać przerwane przez strony sygnatariuszy po obu stronach. Ponieważ Stany Zjednoczone zobowiązały się do wycofania (i po groźbach Nixona, że zostanie porzucony, jeśli się nie zgodzi), Thiệu nie miał innego wyboru, jak tylko na to przystać.